# 札幌ドーム

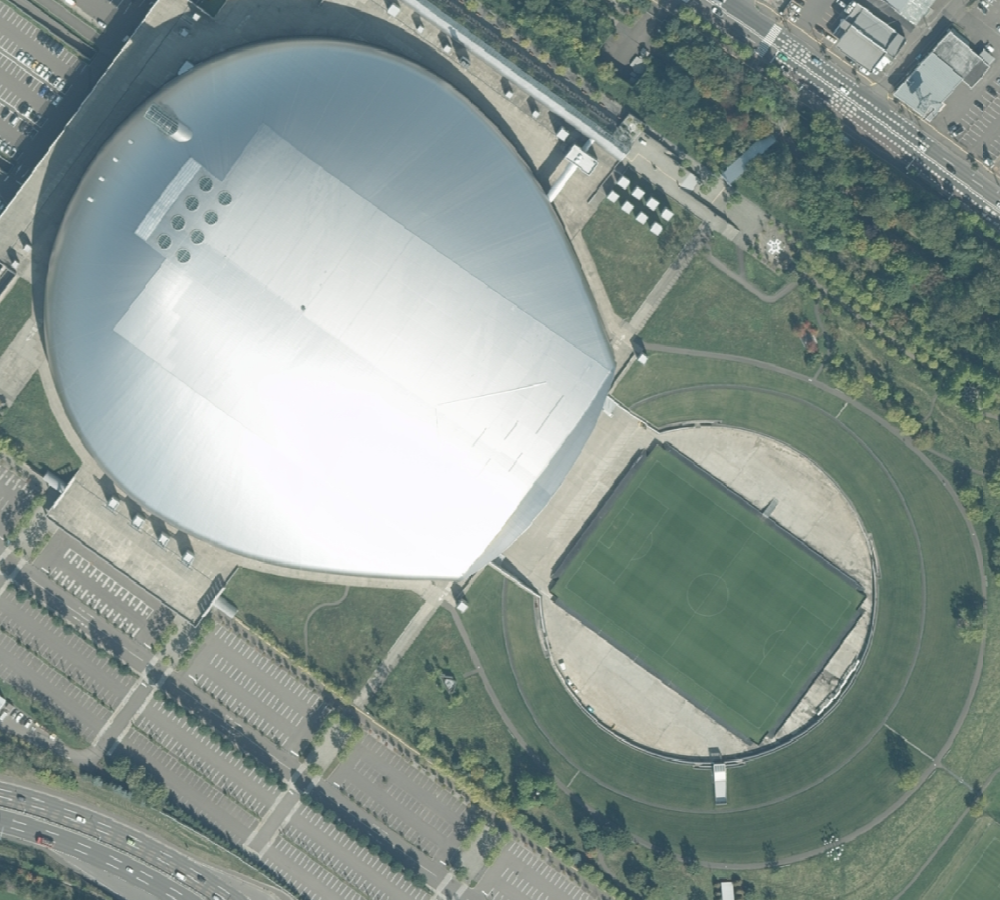
空撮（2020年）

札幌ドーム（さっぽろドーム、英: Sapporo Dome）は、北海道札幌市豊平区羊ケ丘に所在するサッカー・野球兼用のドーム型スタジアム。札幌市が所有する施設の一つで、同市と道内財界各社が第三セクター方式で出資する株式会社札幌ドームが指定管理者として運営管理業務を受託。2024年に大和ハウス工業が施設命名権を取得したことに伴い、同年8月1日から「大和ハウス プレミストドーム（だいわハウス プレミストドーム、英: Daiwa House PREMIST DOME）」の名称が使用されている。
第44回BCS賞や平成14年度（2002年度）の赤レンガ建築賞を受賞。開業時より「Hiroba」という愛称が付けられていて、開業15周年を迎えた2016年6月2日からは、「チャームコロン」というマスコットキャラクターを使用している。
日本プロサッカーリーグ（Jリーグ）北海道コンサドーレ札幌のホームスタジアムで、2004年（平成16）から2022年（令和4年）までは日本野球機構（NPB）のパシフィック・リーグに加盟する北海道日本ハムファイターズの本拠地球場でもあった。その関係で、プロ野球チームとプロサッカーチームが本拠地を共用する日本唯一のスタジアムとなっていた。また、2008年（平成20年）から2009年（平成21年）までプロ野球マスターズリーグ・札幌アンビシャスの本拠地でもあったほか、さまざまなイベントやスポーツの国際大会が開催されている。

## 施設概要
日本で唯一の完全屋内天然芝サッカースタジアムで、屋外で育成した天然芝を必要な時に空気圧で浮かせて屋内へ移動させる「ホヴァリングサッカーステージ」を世界で初めて採用したことにより、サッカー用の天然芝グラウンド（サッカーモード）、野球用の巻き取り式人工芝グラウンド（野球モード）、その他のイベント用として、昇降式のピッチャーズマウンドを床下に収納し、人工芝を巻き取った平らなフロア（コンクリートモード）を使い分けられるようになっている。
当施設は道内のプロ野球・Jリーグの公式戦が行われるスタジアムで、初めて常設のナイター設備が整えられたスタジアムとなった。それまでは、コンサドーレがメインホームスタジアムとして使用していた札幌厚別公園競技場でさえ、ナイター開催時は移動照明車を利用していた。
ファイターズが本拠地をエスコンフィールドHOKKAIDO（北海道北広島市）へ移転したことに伴って、同球団主管の公式戦（ホームゲーム）が開催されなくなった2023年（令和5年）には、株式会社札幌ドームと株式会社コンサドーレ（コンサドーレ札幌の運営会社）が「スポーツのチカラ×まちのミライ」と称するパートナーシップ契約を締結。地域振興活動やドーム内の業務（イベントの開催・運営・広報、飲食・物販店の運営、広告営業など）で相互に連携・協力する体制の構築に着手したほか、最大で2万人規模の集客を見込めるイベントに対応した「新モード」（後述）の展開を3月から始めている。
- 敷地面積：305,230m²
  - メインとなるドームのクローズドアリーナ、屋外でホヴァリングサッカーステージの芝を育成するオープンアリーナ、その他の屋外施設を全て含めた数字である。
- 建築面積：55,168m²
- 延床面積：98,226.21m²
- 容積：158万㎥（クローズドアリーナ）
- 屋根：固定型シェル（貝）型
  - 札幌周辺は冬季に北西から南東に向かう卓越風が吹くため、風上を屋根の高い部分に風下を低い部分に設計して屋根に積もった雪が自然に下へと落ちる構造となっており、降雪期も「雪下ろし」の必要が無い[8]。

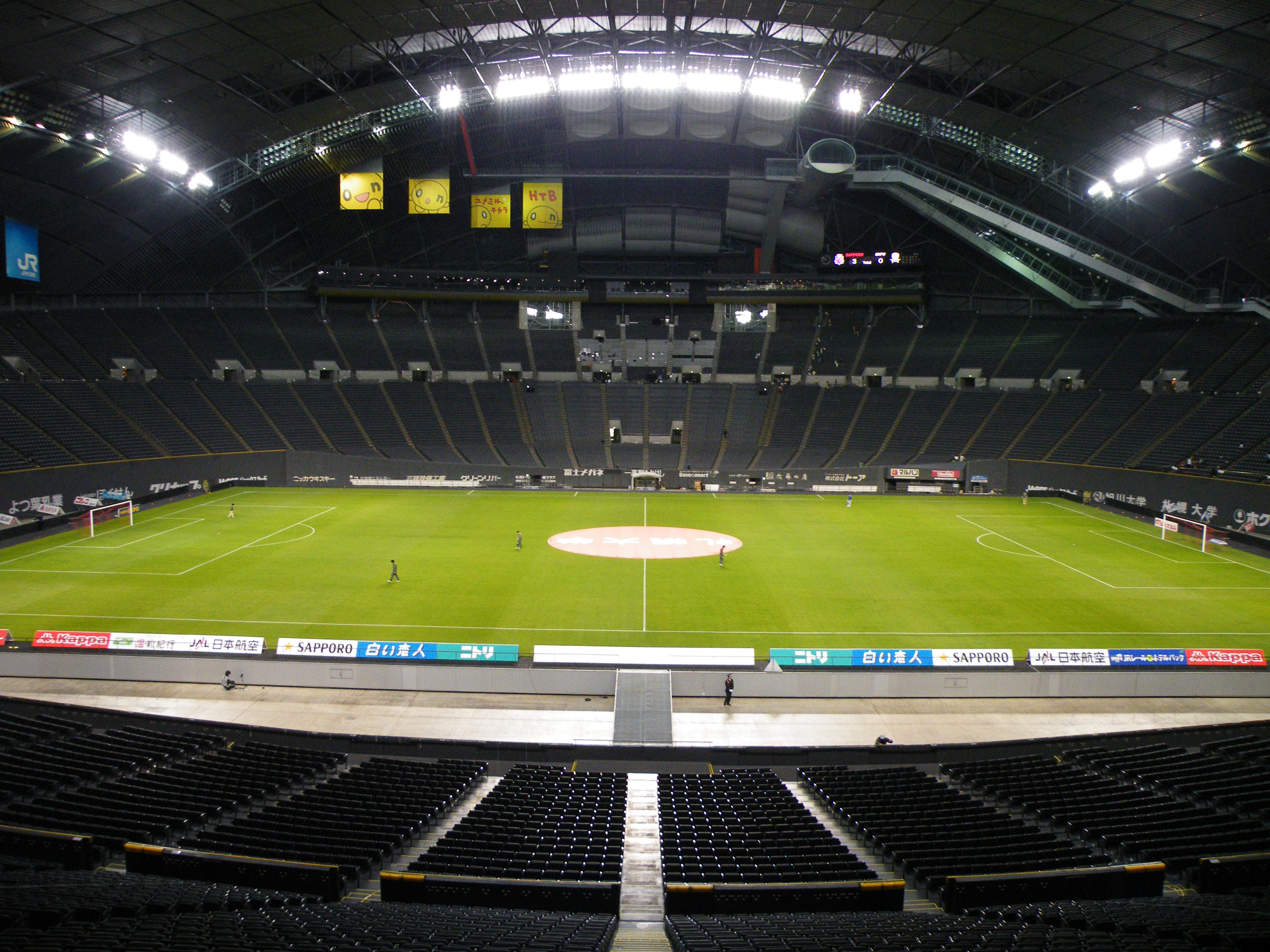
展望台へと続いている通称「空中エスカレーター」（右上）

- ドームの上には展望室が設けてあり、そこへアクセスするエスカレーターがアリーナ内に見える。天気の良い日には丘珠空港を離着陸する飛行機を見る事が可能である。新千歳空港発着の飛行機は見えないが、札幌ドームでの試合を中継したアナウンサーが言い間違えたこともある。
- 観客動員数の最高記録は、2009年11月14日 - 15日に開催されたアイドルグループ嵐による『ARASHI Anniversary Tour 5×10』2日目（11月15日）。この公演ではスウィート席など全ての座席を開放してコンサートを行い、2009年以降の札幌ドーム公演ではスウィート席を含めた座席開放をしている（なお、2010年の公演で観客動員記録を再び更新している）。

### クローズドアリーナ

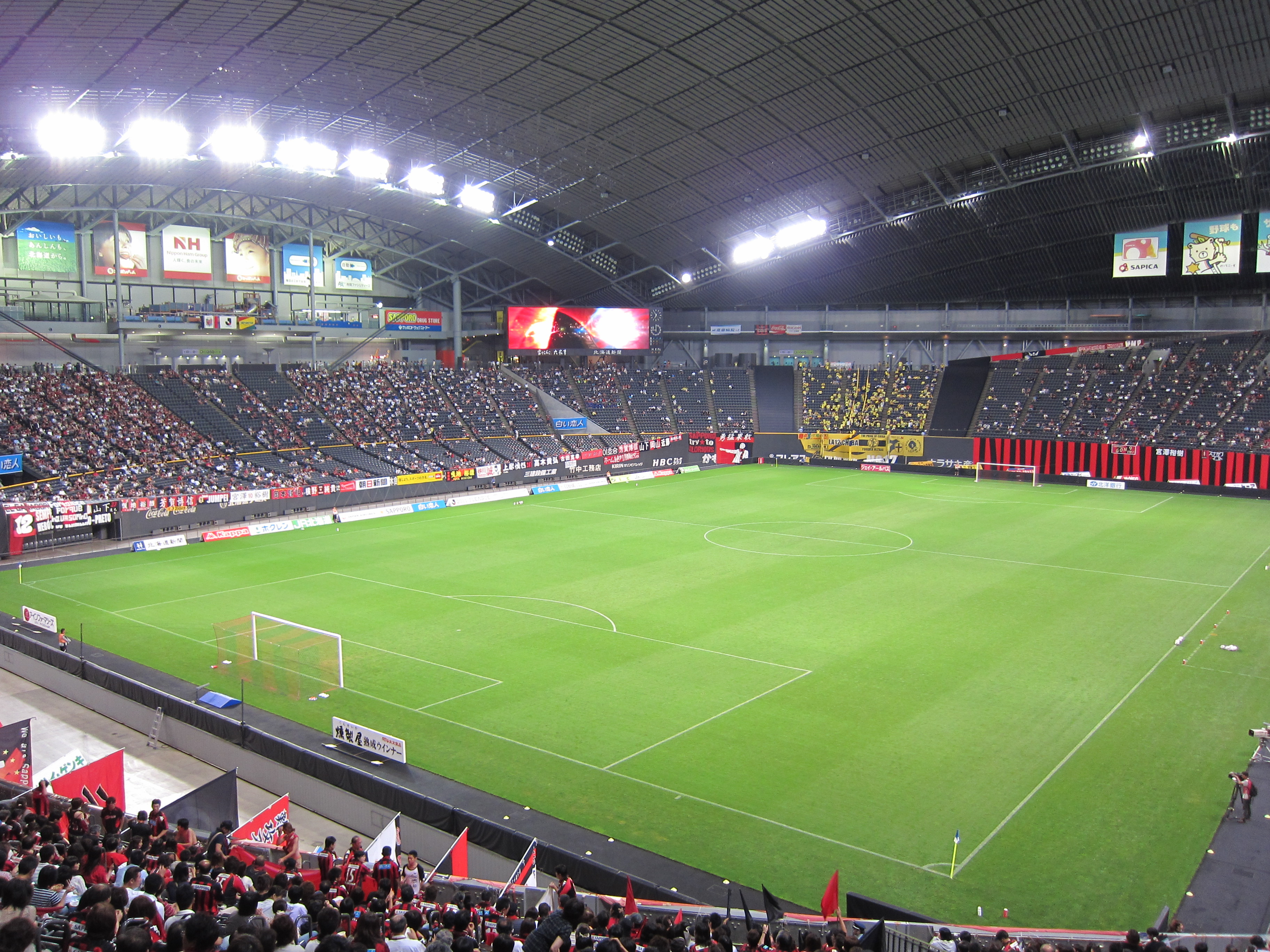
クローズドアリーナ（サッカー場モード。バックスタンドを観る）

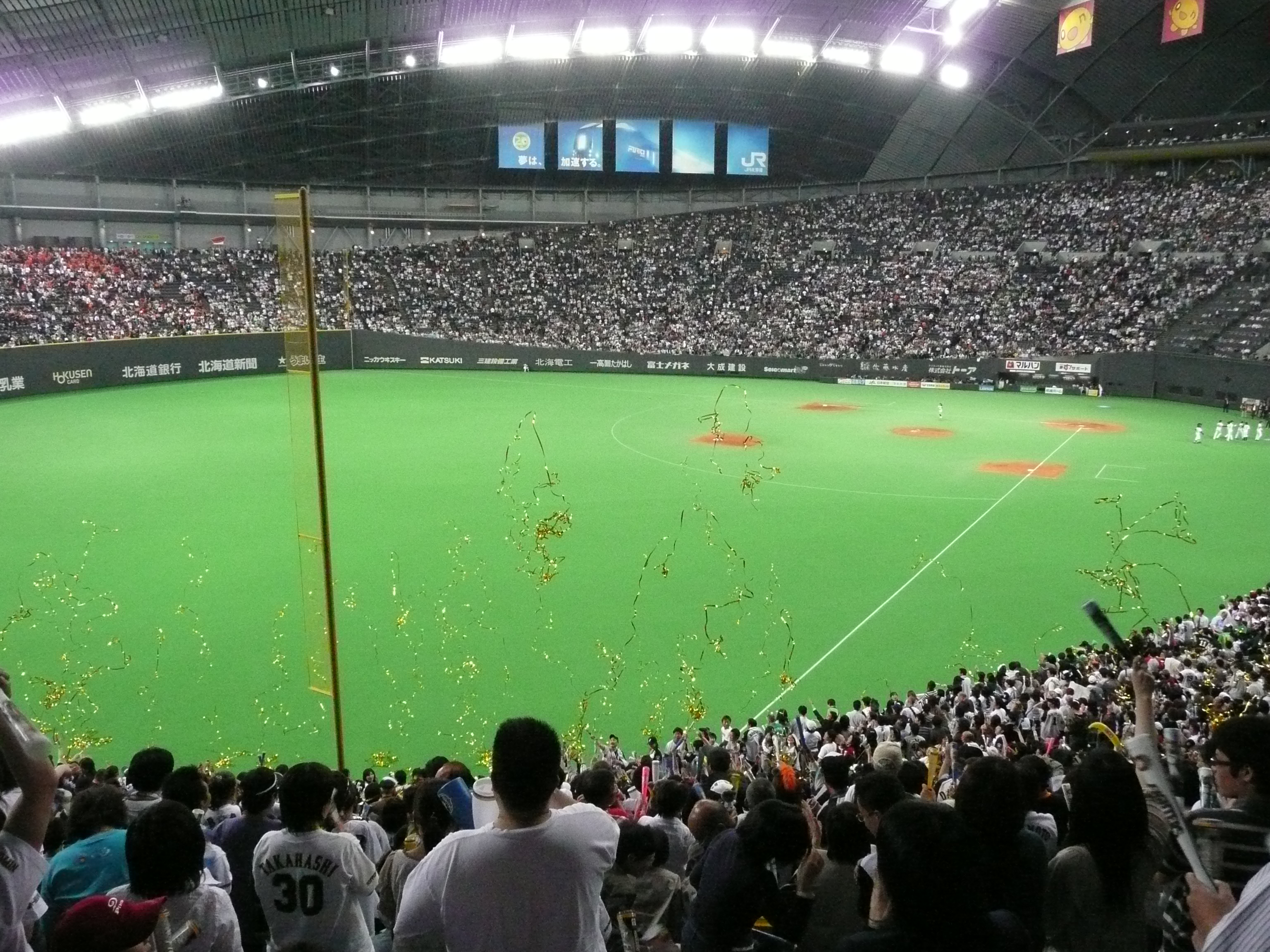
クローズドアリーナ（野球場モード。メインスタンドを観る）

野球場モードからサッカー場モードに変わる時のイメージ

- 階数・構造：地上4階地下2階、鉄筋コンクリート造・鉄骨造・鉄骨鉄筋コンクリート造
  - 掘り下げ式に作られており、アリーナ面が地下2階となっている。
- 最大収容人数：53,820人
  - 固定客席数：41,566席（シングルスロープスタンド）
  - その他：車椅子用席117席、貴賓室・特別室・記者席など。
    - サッカー時収容人数：42,065人
    - 野球時収容人数：42,072人（フィールドシート202席、ファミリーシート50席含む）

- - 固定客席数変遷

2001年開業時 - 2002年夏：サッカー場約42,300人、野球場約41,300人（FIFAワールドカップのためプレス席拡張）
2002年夏 - 2006年：サッカー場42,831人、野球場41,823人（プレス席縮小）
2007年 - 2008年：サッカー場41,580人、野球場40,572人（デラックスシート新設）
2009年 - ：現在
- アリーナ面積：14,460m²
- インターセクション（オープンアリーナとの連結部、外野バックスタンドの可動席部分）：3,319m²
- フィールドサイズ
  - サッカー場：ピッチサイズ縦105m×横68m、ステージサイズ：縦120m×横85m×高さ1.38m、芝のサイズ：縦113.4m×横80m、天然芝グラウンド
  - 野球場：両翼約100 m (330 ft)、センター約122 m (400 ft)、左右中間約116 m (381 ft)、グラウンド面積14,460m2、フェンスの高さ = 約5.75 m (18.9 ft)、巻き取り式全面ショートパイル人工芝（大塚ターフテック製グランドターフ）
    - 現在の人工芝は2019年2月に張り替えた4代目のもの。ファイターズの要望で当初予定より前倒しで更新した。2013年3月に導入された3代目と同じグランドターフだが、1ロールあたりのサイズを長くし繋ぎ目を少なくしてプレー環境を向上させた[12]
    - 2001年の開場から2004年度まで使用された初代の人工芝は札幌コミュニティドーム（つどーむ）の軟式野球フィールドに流用されている。本来は2006年シーズン終了まで6期使用する予定であったが、新庄剛志らのファイターズの選手からの要望により2005年シーズン開幕前に2期前倒しで2代目へ更新され[13]、当時ナゴヤドームと福岡ドームで使用されていた「グランドターフ」が選択された。2013年3月に8年ぶりとなる3代目の人工芝の張り替えを実施[14]。
    - 多くのドーム球場で使われているロングパイル人工芝は巻取りの都合上、使用できない。同じグランドターフを使用していた福岡ドームは2009年、ナゴヤドームは2022年からロングパイル人工芝へ転換している。
- 大型映像装置：2基（詳細は後述）
  - 大型ビジョン：フルカラーLED方式（縦8.64m×横32.00m・2面）
  - サブスコアボード：フルカラーLED方式（縦3.84m×横13.12m・1面）
- 展望台：高さ53m（アリーナ面から）
- 照明設備
- 温度：夏は約25℃、冬は約20℃

### オープンアリーナ
メインアリーナと向かい合っており、ホバリングステージは普段はここに設置され、天然芝を育成している。周りはクローズドアリーナのスタンドと同じような面構成の芝生席となっている。北海道コンサドーレ札幌のサテライトの試合が行われたこともある。インターセクション部分を開放すればクローズドアリーナとの連続使用も可能。
北海道コンサドーレ札幌の練習場として使用している「宮の沢白い恋人サッカー場」が芝の養生で使えない時にオープンアリーナを練習場として利用している。
- アリーナ面積：18,800m²

### 付帯設備

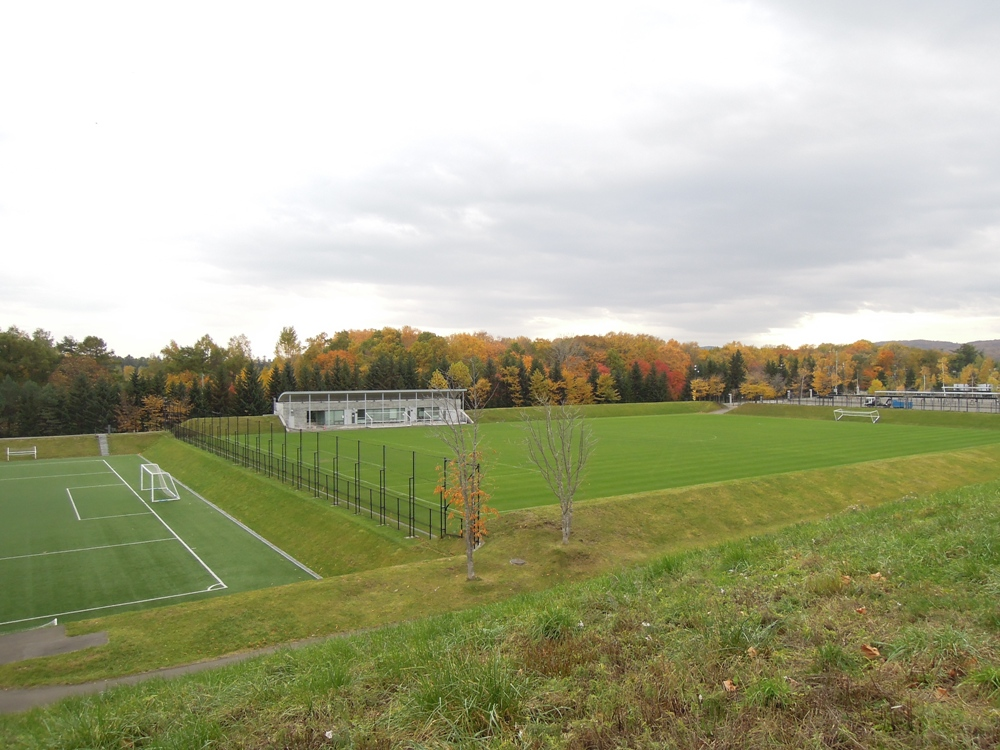
屋外サッカー場 2013年10月

- 駐車場：1,451台（大規模イベント時は前売制）
  - 普通車：1,434台（障がい者用駐車場を含む）
  - 大型車：17台
- バスターミナル：48バース（乗り入れ路線は「#アクセス」の節を参照）
- タクシープール：48台
- 駐輪場：自転車393台、バイク112台
- 屋外サッカー練習場：天然芝1面、人工芝1面
  - 北海道コンサドーレ札幌トップチームが練習場として使用。また同ユースチームの公式試合（高円宮杯 JFA U-18サッカーリーグなどに利用されている。夜間照明の設備はない。
  - 天然芝の練習場（サッカーステージ含む）は悪天候（雨天・積雪など）の場合、芝生の生育・保護のため使えない。
  - 天然芝の練習場は2016年8月 - 2019年7月までは、2019 ラグビーワールドカップ・2020年東京オリンピック開催に向けたサッカー・ラグビー用更新用天然芝の養生のため、全面使用不可となっている[15]。人工芝の練習場については天候に関わらず常時使用可能。
  - 天然芝の練習場（サッカーステージ含む）は芝生保護の観点から使用はサッカー・フットサルのみに限定。人工芝の練習場はラグビー、アメリカンフットボール、ラクロス、グラウンドゴルフなどの他の球技やレクリエーションにも使用可能[16]。
  - 天然芝の練習場は積雪期のみ1周約300 mのクロスカントリースキーコースが開設され無料開放される[17]。
  - 毎年11月-翌年4月は芝生の生育・保護に加え、積雪や気候上の観点から天然芝・人工芝とも使用不可[18]。

### 使用料
※金額は一般利用を除き1日あたりの額で、消費税を含まない
- 大規模観戦・観劇型イベント
  - 利用料金：8,500,000円（入場者が2万人を超える場合は、2万人を超えた人数分について1人毎に425円が加算）[19]。
  - イベント前後の設営日・撤去日については1日あたり3,350,000円
- 中規模観戦・観劇型イベント（アリーナ面及びスタンドを大黒幕で仕切って行われる場合）
  - 利用料金：6,375,000円（入場者が1.5万人を超える場合は、1.5万人を超えた人数分について1人毎に425円が加算）
  - イベント前後の設営日・撤去日については1日あたり2,887,500円
- その他のイベント（スタンドを使用しない、またはスタンドの一部のみを使用する場合）
  - アリーナ全面を使用するもの：4,900,000円（スタンドの一部のみを使用するときは1平米につき330円が加算）
  - アリーナ半面を使用するもの：2,450,000円
- スタンド・アリーナ以外の設備
  - オープンアリーナ：3,100,000円
  - 貴賓室：240,000円
  - 特別室：230,000円
  - 応接室：220,000円
  - 室内練習場：77,000円
- 一般利用
  - サッカー（屋外ホヴァリングサッカーステージ）：曜日により110,000円 ～ 220,000円（3時間あたり）　
  - サッカー（屋内アリーナ人工芝）：曜日および人数により66,000円 ～ 198,000円（平日3時間、土日祝日2時間半あたり）
  - サッカー（屋外天然芝練習場）：7,800円（3時間あたり）※学生は半額
  - サッカー（屋外人工芝練習場）：5,200円（2時間あたり）※学生は半額
  - 野球（屋内アリーナ）：曜日および人数により110,000円 ～ 330,000円（平日3時間、土日祝日2時間半あたり）
  - ブルペン：4,900円（1時間あたり）

### 施設命名権
大和ハウス工業の命名権取得に伴い、2024年8月1日から2028年7月31日まで「大和ハウス プレミストドーム」の施設名称が使用されている。また略称については、株式会社札幌ドームおよび大和ハウス工業は「プレミストドーム」、Jリーグおよび北海道コンサドーレ札幌は「プレド（英: PREMIST）」としている。

## 施設詳細

### ホヴァリングサッカーステージ

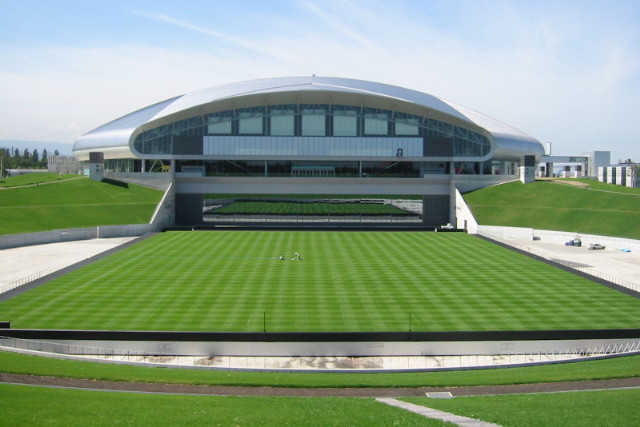
札幌ドームのホヴァリングサッカーステージ（オープンアリーナ）

天然芝が植えられた縦120m・横85m・重さ8,300tのステージで、空気圧によって地上から7.5cm浮上。直径600mmの駆動輪26輪・従動輪8輪の電動車輪（400V電圧）で毎分4mの速度で移動する。設計製作は川崎重工業。普段は屋外（オープンアリーナ）で養生されており、サッカーの試合がある時にドーム内（クローズドアリーナ）に移動させたのち、ドーム内で90度回転させてサッカー場（サッカーモード）として使用する。
ホヴァリングサッカーステージの入口は、サッカー場でのバックスタンド、野球場でのセンターの場所にあたる。ステージ移動の際にはこの部分の観客席が約1/3の大きさにまで折り畳まれ、レフト・ライトスタンドの下に収納される。さらにムービングウォールと呼ばれる、クローズドアリーナとオープンアリーナの間に設備されている可動壁を収納し、ステージの通り道ができるようになっている。このため、スコアボード（大型映像装置）は他の球場のようにセンターには設置できず、レフト・ライトスタンド側に設置している。
ステージの高さはラバーフェンスを含めると2.5mあり、2009年3月8日開催のサッカーJ2開幕節コンサドーレ札幌対ベガルタ仙台で、ゴールを決めた仙台の菅井直樹が喜びのあまり仙台サポーターに駆け寄ろうと飛び降りてしまったことがある。また2019年3月9日のJ1第3節の北海道コンサドーレ札幌対清水エスパルスで、札幌に加入したばかりで札幌ドームの構造に不慣れだったアンデルソン・ロペスもゴールを決めた後に飛び降りて一時は治療のためスタッフが駆け寄る事態となったが、怪我はなくその後にも2点を取り合計4得点と大活躍をした。2025年3月9日のJ2第4節の北海道コンサドーレ札幌対ジェフ千葉戦で、千葉の呉屋大翔が後半アディショナルタイムにダメ押しの3点目を決めた際、千葉サポーターに駆け寄ろうとした際に広告看板に足を引っかけ、体が横になって飛び込んでいくような形でステージから落下した。呉屋に怪我はなく、すぐにピッチに復帰している。
年間を通して使用回数が少ないことと、寒冷地での芝のメンテナンスについてよく研究されていることもあって芝の状態は良好で、2002年には「Jリーグアウォーズ」で「ベストピッチ賞」を受賞している。
また、プロ野球の試合前には、外に出されているピッチ上で選手がウォーミングアップをすることもある。
屋内に引き入れたステージを90度回転させるためのスペースを必要とするため、野球場の形態（野球モード）ではファウルグラウンドが極めて広くなっているのも特徴である。このため、他の球場ならばスタンドインして捕球される心配のないようなファウルフライでも、野手が追いついて捕球される場合がある。その反面、バックストップ（本塁からバックネットまでの距離）が他と比べ10m前後も長いため、投手の暴投や捕手の後逸時にボールを拾うまでに時間がかかり、走者を余計に進塁させてしまうケースもある。
冬季は屋外のオープンアリーナに設置して冬を越す。天然芝は降り積もった雪によって風や乾燥をしのぐことができ、札幌市の最低気温がマイナス10℃を下回る厳冬期でも積雪のおかげで地中5cmの部分の温度は約0.5℃に保たれる。北海道コンサドーレ札幌のホーム開幕戦での使用に向けて、高さ20cmまで除雪用の機械で減らした上で、芝が寒風にさらされて葉が黄化するのを防ぐために高さ10cmまでスコップやスノーダンプなどを使って除雪作業を行う。開幕直前に、最後の仕上げとして北海道コンサドーレ札幌の有志サポーターと一緒に、天然芝を傷つけないように除雪作業を行う。除雪後に土壌の凍結を防ぐためにアンダーヒーティングシステムを使って適切な地温を維持し、目砂（補修用の砂）を芝が剥げてしまったところに入れる。トラクターで転圧用のローラーをけん引してピッチ表面を平らにし、転圧作業で寝てしまった芝をブラシがけ作業で起こす。古い葉や茎を取り除き、芝刈りなどを行って天然芝の状態を保つ。目砂の充填を繰り返した結果、当初8300トンであったステージの重量は設計時の耐荷重9400トンに迫る9200トンにまで増加したため、開業から17年目の2018年に初の改修工事を行い、ピッチ表面6.5cmの深さまで土を削り取って8600トンへの軽量化を行った。
2021年には、サッカーのルヴァンカップA組1次リーグ・北海道コンサドーレ札幌対鹿島アントラーズ戦（5月19日）の開催に向けて前日（18日）に野球モード（16日まで日本ハム対ソフトバンク戦で使用）からサッカーモードへの転換作業を実施したところ、ホヴァリングサッカーステージに開業以来初めての不具合が発生。ステージをオープンアリーナから屋内へ搬入する作業中に設備の電源が一時的に停止したほか、電源の復旧によって当日（19日）の未明に搬入が完了してからも、ステージを90度旋回させる作業中に給電設備の不具合が生じた。原因や復旧時期の調査を短期間で見通せない不具合であったため、回転作業は旋回の途中で終了。オープンアリーナにナイター照明設備がないことや、照明設備の整った屋外サッカー場を他に確保できなかったことから、一時は当該試合の中止も検討された。結局、通常のサッカーモードから90度回転した配置で試合を開催（結果は0対0で引き分け）。試合後に夜を徹して復旧作業が続けられた結果、5月21日の午前中に本来の位置への回転が完了したため、翌22日にはJリーグ公式戦第15節・北海道コンサドーレ札幌対清水エスパルス戦を、通常どおりのピッチの配置で開催できるようになった。

### スタンド・観客席

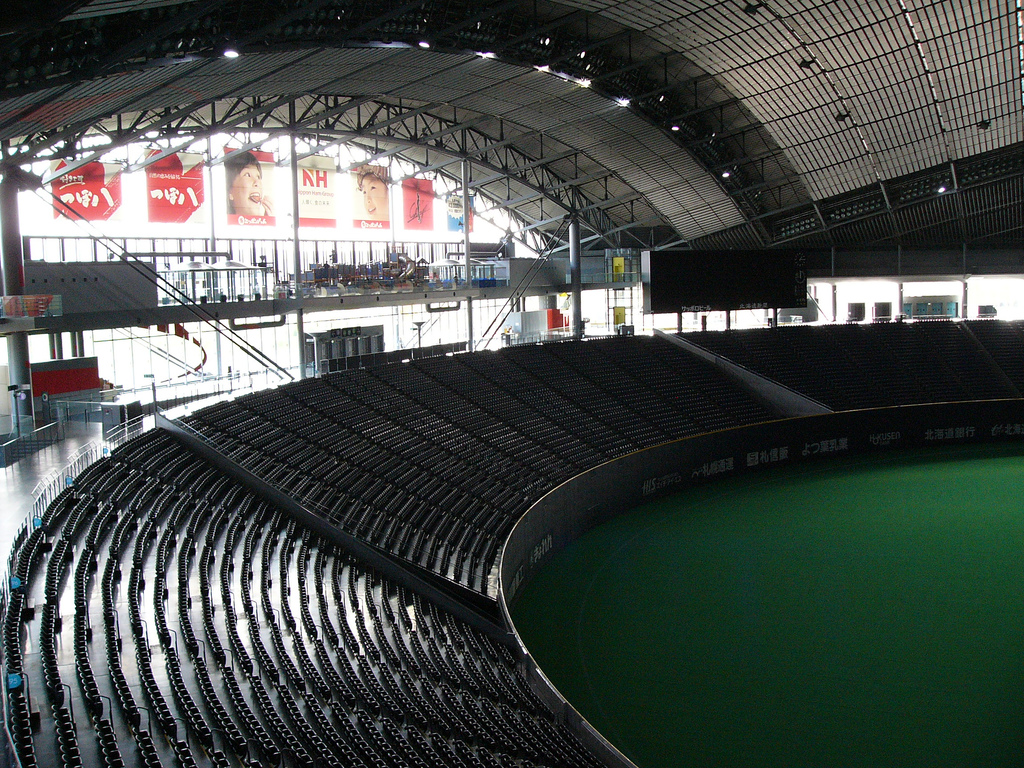
屋内の観客席（中央部が折り畳み収納式可動席）

#### 概要
円形スタンドの中に三日月形の可動スタンドを備えている。これは野球場モードでの1・3塁側観客席の前列部分にあたり、サッカーの試合の際にはホームとセンター方向に移動し、メインスタンドとバックスタンドの前列となる。またサッカーモードのバックスタンド中央部、野球モードの外野スタンド中央部は収納式の可動席となっている。この可動席と固定席の間には三角形の空間ができる。これは可動席が折り畳み式であるための設計上の都合である。この部分には2005年から北海道コンサドーレ札幌主催試合では三角形の空間に石屋製菓の広告が設置される。
固定スタンドの傾斜角度は約29度で、後列からも良好な視界を確保することが可能な様に設計面で配慮がされている一方、高齢者を中心に階段の昇降には苦労する角度である（そのため北海道コンサドーレ札幌の主催試合では階段の昇降が少ない「優し～と」という席種を設定している）。また、サッカー場ではメイン・バックスタンドの、野球場では1・3塁側内野席の前方部分となる可動式のスタンドは傾斜角度が約11度と固定スタンドに比べて緩く、低い位置にあるため視界はあまり良くない。これは同様の可動スタンドを持つ球場でも言えることであるが（可動席最後列の高さが外野フェンスの高さと一致するため）、当ドームはホヴァリングステージの存在のため最前列が高く設定されておりより傾斜が緩い。
またスタンドへの出入り口は北海道コンサドーレ札幌の上位シーズンシート向けの専用出入り口が西ゲート付近に設置され2階へ上ることなく出入り出来るが、それ以外では地上2階部分（外野スタンドは最上段）にしかスタンド出入り口がない。2階コンコースにはエレベーターで上がることができるが、スタンド内では階段以外に昇降の手段がないため、階段に手すりが設置されている。
ドーム球場では通常、外野の両翼に添って巨大な広告看板を貼り付けているが、札幌ドームの場合はサッカー場としても利用されることから、バックネット側（サッカー場の場合はメインスタンド側）、外野スタンド側（バックスタンド側）と1・3塁側スタンド（両ゴール裏スタンド）の上方から垂下される形で掲示されている。
フェンス・スタンドの広告は、サッカー・ラグビーの国際大会（国際Aマッチ等）の時はフェンスと同じ黒のシートで覆ったり、スタンドの横断幕をはずしたりする（クリーンスタジアム）が、北海道コンサドーレ札幌の主催試合では特にシートで覆うことはせずそのまま露出される。
2022年から野球場バージョンで3塁側相当、サッカー・ラグビー場バージョンでバックスタンドに相当する箇所の最前列に、リボンビジョンが埋め込み型で設置された。野球場バージョンで使用する場合はこの箇所をシートで隠していた。
応援幕についてはプロ野球とサッカーとで条件が異なる。
- プロ野球開催日　寸法を幅1座席分、縦は座席に座った状態で自分の座高を超えない範囲とする。横断幕は両手で保持し静止した状態とし、フェンス・壁面などへの貼り付け（養生テープ・ハトメも含む）は不可。
- Jリーグ開催日　アウェーゾーンのみアウェーチームの横断幕のみ設置可能で、それ以外はホームチームである北海道コンサドーレ札幌の横断幕を設置可能。但し緩衝地域と、安全上立ち入り禁止となっている最前列3列部分の客席、セクターフェンスや手すり、非常口表示盤付近、コンコースの壁面や柱、メイン・バックスタンド中央部分については設置禁止。

#### サッカー場としての使用時

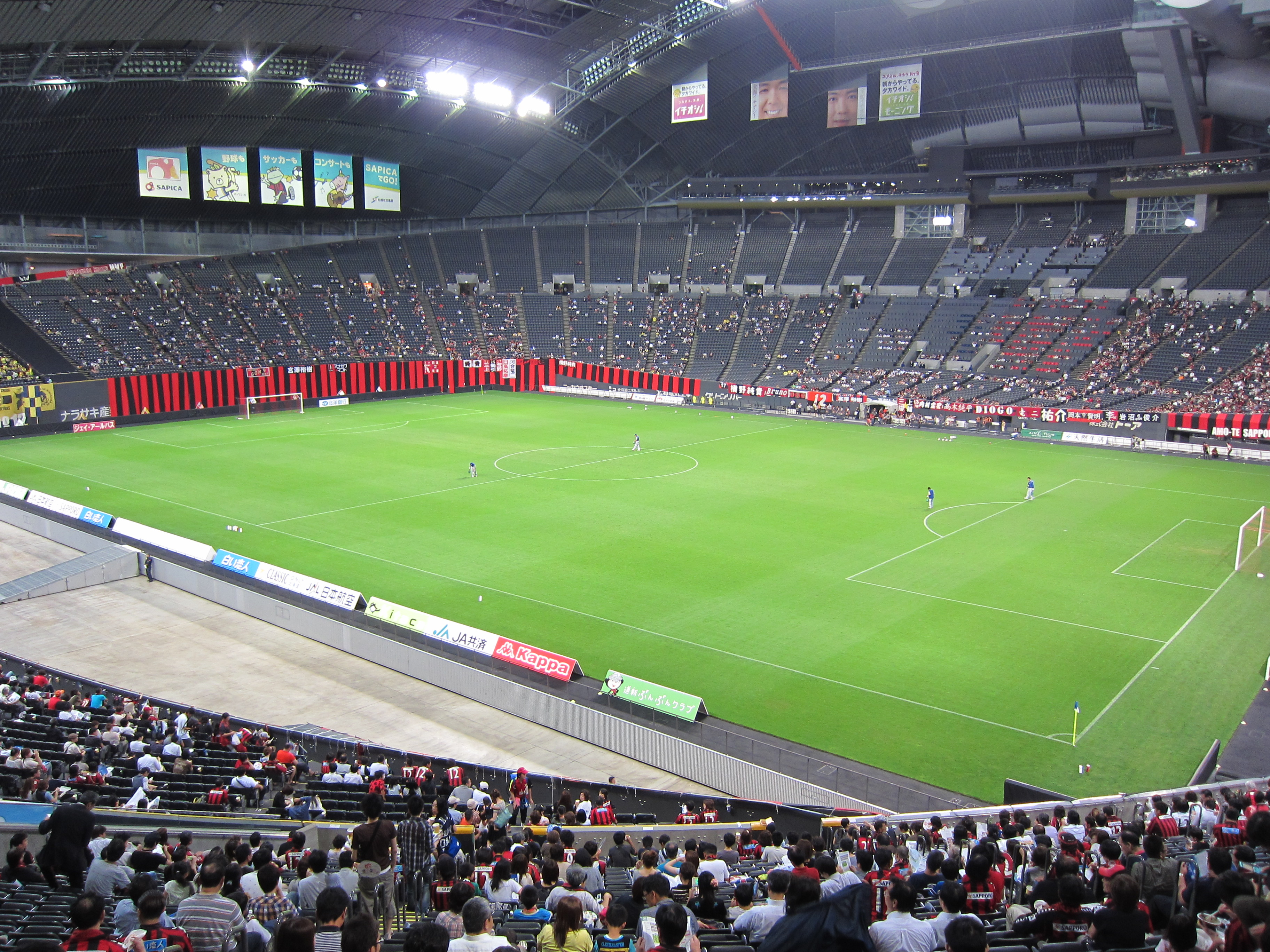
サッカー場使用時

サッカー場（サッカーモード）としての使用時には、野球モードと違って、全席が利用できる状態にある。ただし、北海道コンサドーレ札幌の主催によるJリーグ公式戦の開催時には、転落防止の目的で両ゴール裏スタンドの前列3列に、アウェイチームサポーターを隔離し保護する目的でメインスタンドから見て右側のゴール裏スタンドに、それぞれ緩衝地帯を設けて閉鎖する。後者の閉鎖範囲は前者より広く設定されているため、北海道コンサドーレ札幌では、Jリーグ公式戦の定員数を客席の総数よりおよそ2700人分少なく発表している（同クラブからJリーグに提出した文書では38,794人）。
スタンドとピッチを分けるフェンスが高い一方で、スタンド最前列とピッチとの距離が最大（メインスタンドとの間）で25m・最小（バックスタンドとの間）で12m程度と短く、サッカー場としての観戦環境は陸上競技場兼用の試合会場よりはるかに良好である。スタンド内の客席はピッチを見下ろすように配置されているため、サッカー専用球技場と比較すると一体感や接近感で劣るものの、「準専用球技場」に相当する環境を保持している。
ホヴァリングステージの不具合から通常よりピッチの配置が90度変わった状態での開催を余儀なくされた2021年5月19日のルヴァンカップ・北海道コンサドーレ札幌対鹿島アントラーズ戦（詳細前述）では、通常の使用時にはメインスタンド側に当たる場所がゴール裏に変わったため、両クラブの選手をピッチのコーナー付近からピッチへ入場させる措置を講じた。北海道コンサドーレ札幌も、新型インフルエンザ等対策特別措置法に基づく緊急事態宣言が同月16日から北海道内へ発出されていることを踏まえて、この試合の開催に際して異例の方針を発表。感染拡大防止策の一環として全席指定・前売限定で入場券を販売していたことから、購入者の観戦を認める一方で、購入者全員に入場料を払い戻すことを決めた。「（ピッチの角度が通常より）90度変わってしまうことで（ピッチ）見え方が変わってしまうので、クラブとしては（前売座席指定券の購入者から）お金をいただくことはできない」と判断したことによる。実際には、前売座席指定券の購入者から2,829人が、指定された席種・位置と異なる座席での観戦を了承したうえで入場している。

#### 野球場としての使用時

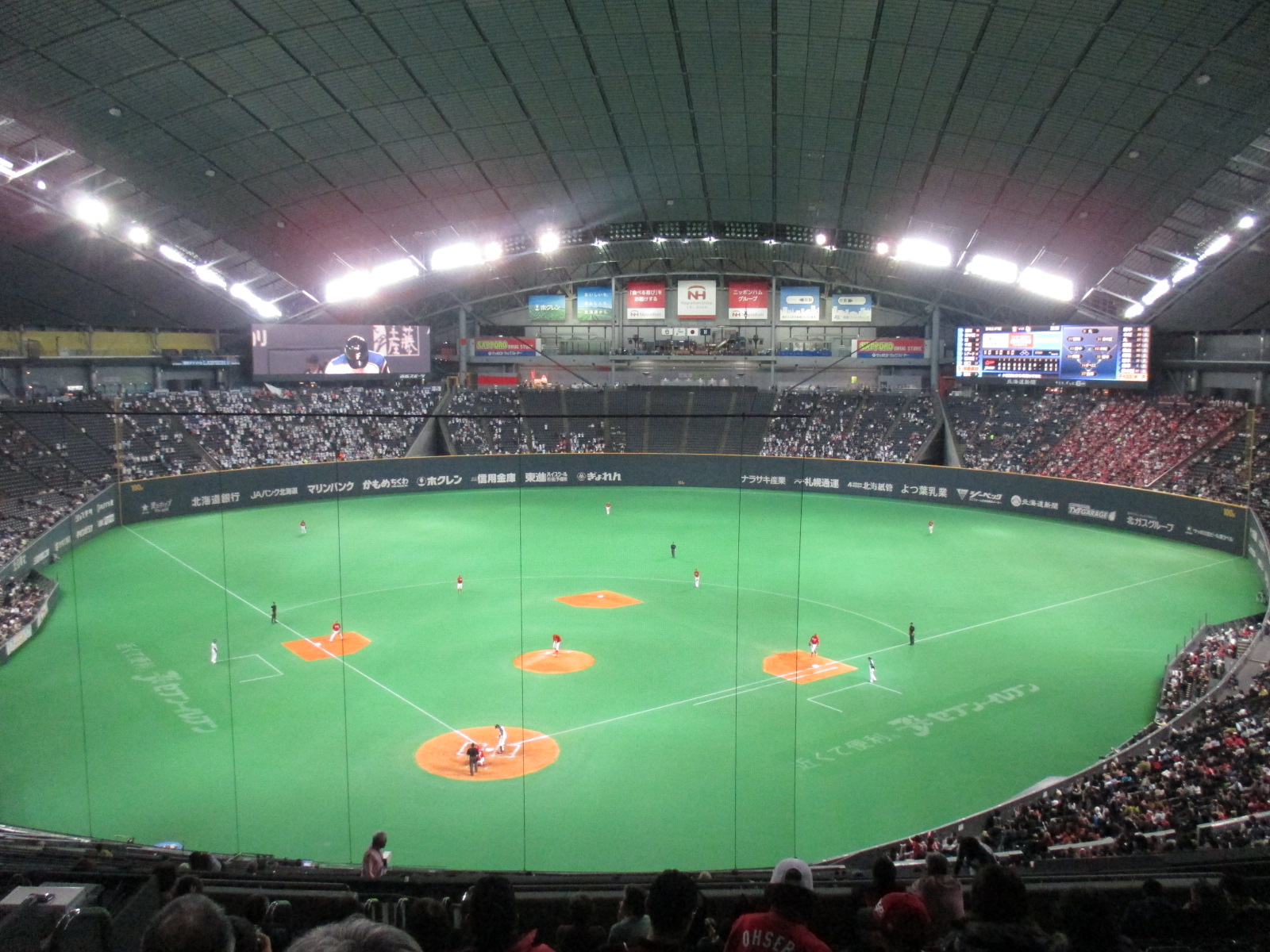
野球場使用時

野球開催時にはバックスクリーンに相当する箇所の客席約1,000席分を使わないため、総客席数は40,000人強となる。デラックスシート設置により現在の座席配置となった2007年には北海道日本ハムファイターズ主催時のプロ野球公式戦では満員時の観客数は42,222人、2009年は42,328人と発表されているが、この数字はグラウンド部分を観客席として解放しない際の定員数と考えられている。NPBが主催し入場者数を発表する日本シリーズでは、現在の座席配置になってからは2007年の日本シリーズ第2戦で記録された40,770人が最多入場者数となっている。
プロ野球では一般的にホームチームのベンチは1塁側だが、北海道日本ハムファイターズは札幌ドームで3塁側のベンチを使っていた。これは2014年シーズンまではスコアボードが1塁（ライト）側にしか設置されてなく3塁側からの方が見やすかったことや、メインの北側入場ゲート及び最寄の地下鉄東豊線福住駅からのアクセスがよいことなども理由となっていた。福住駅～国道36号線方面より来場する場合、1塁側ではドームの外周を半周して入場する事になる。なお、オープン戦の北海道日本ハムファイターズ対読売ジャイアンツのうち、巨人主催扱いの試合でもベンチ配列は日本ハムが3塁側、巨人が1塁側である。
2006年3月の北海道日本ハムファイターズ主催のオープン戦でバックネット裏を除く内野の防球ネットを試験的に取り外したところ、ファンから好評で安全性も確認されたとして、2006年の北海道日本ハムファイターズ主催の公式戦全戦で防球ネットをはずすことが決まった。ところが、2010年8月にファウルボールが直撃し顔面骨折と片目失明の重傷を負った観客の女性が起こした裁判では防球ネットを外して以降、年間約100件のファウルボール事故が発生していることが指摘されている。また、フィールドシートの導入に関しては北海道日本ハムファイターズからの要請を受け、サッカー場やイベント会場への転換で可動席の移動が頻繁に行われることから取り外し式のフィールドシートを2009年から設置した。ただしフィールドシートには防球ネットが設置されている。
両翼のポールは脱着式となっており、野球・ソフトボール以外のイベントに使うときはこのポールが取り外される。
2014年から3塁側内野席の一部を応援席とし、その一角にお立ち台となる場所を設置して私設応援団やファイターズガール（チアガール）を常駐させて応援の先導をしている。
プロ野球のロケット風船はバックスクリーン付近のスタンド部分等の可動部が多く、除去されなかった風船を巻き込むことで稼働装置の故障が懸念されることを理由に2011年シーズンまで使用が禁止されていたが、専用のポンプで膨らませることを条件に2012年シーズンから全試合解禁になったが、新型コロナウィルスの蔓延による衛生面、感染予防対策の観点から、2020年以後ハンドポンプを含め、ジェット風船は再び全面禁止され、エスコンフィールド移転まで再解禁されることはなかった。2023年のエスコンフィールドも、開場当初はジェット風船はコロナ感染拡大抑制のため、当面ハンドポンプを含め全面禁止のままである。
プロ野球の応援に際し、鳴り物による応援は近隣に配慮してほとんどの野球場が22時までとされているが、音漏れの少ない札幌ドームで騒音に関するトラブルは皆無であり、23時まで鳴り物の応援が許可されている。他球場では振動による近隣や建物への影響を配慮して規制している大人数によるジャンプ行為も開場当時より規制されておらず、コンサドーレサポーターがゴール裏で長年サルトによる応援を続けており、日本ハム移転後は稲葉篤紀へのジャンプ応援でテレビの中継画面が大きく揺れるのが有名となった。ただしこれは、ホヴァリング・ステージを出し入れするために折り畳み式で揺れる事を前提として設計した場所からさらに望遠レンズを使ってバッターボックス方向を撮っているため揺れが強調されており、実際の揺れはもっと小さい。この様に騒音・振動に対して比較的強い建築物である事などから、札幌都心で騒音など様々な問題を引き起こしている「YOSAKOIソーラン祭り」のドーム移転論というのもある。
Google ストリートビューでは、札幌ドームのグラウンドを見ることが出来、三塁側ベンチやホームベース上、マウンドからの眺めが見られるだけでなく、塁間や塁上からの映像もあり、ベースランニングも楽しめる内容となっている。

### 放送席
放送ブース（放送席）は、日本のドーム球場では珍しく内野バックネット裏（メインスタンド）上段に観客席に入り込む形で設置されており、個別に部屋は設けていない。他のドーム球場では内野スタンド上段に個別の部屋を連ね、放送席のみのエリアを設けている。

### 大型映像装置

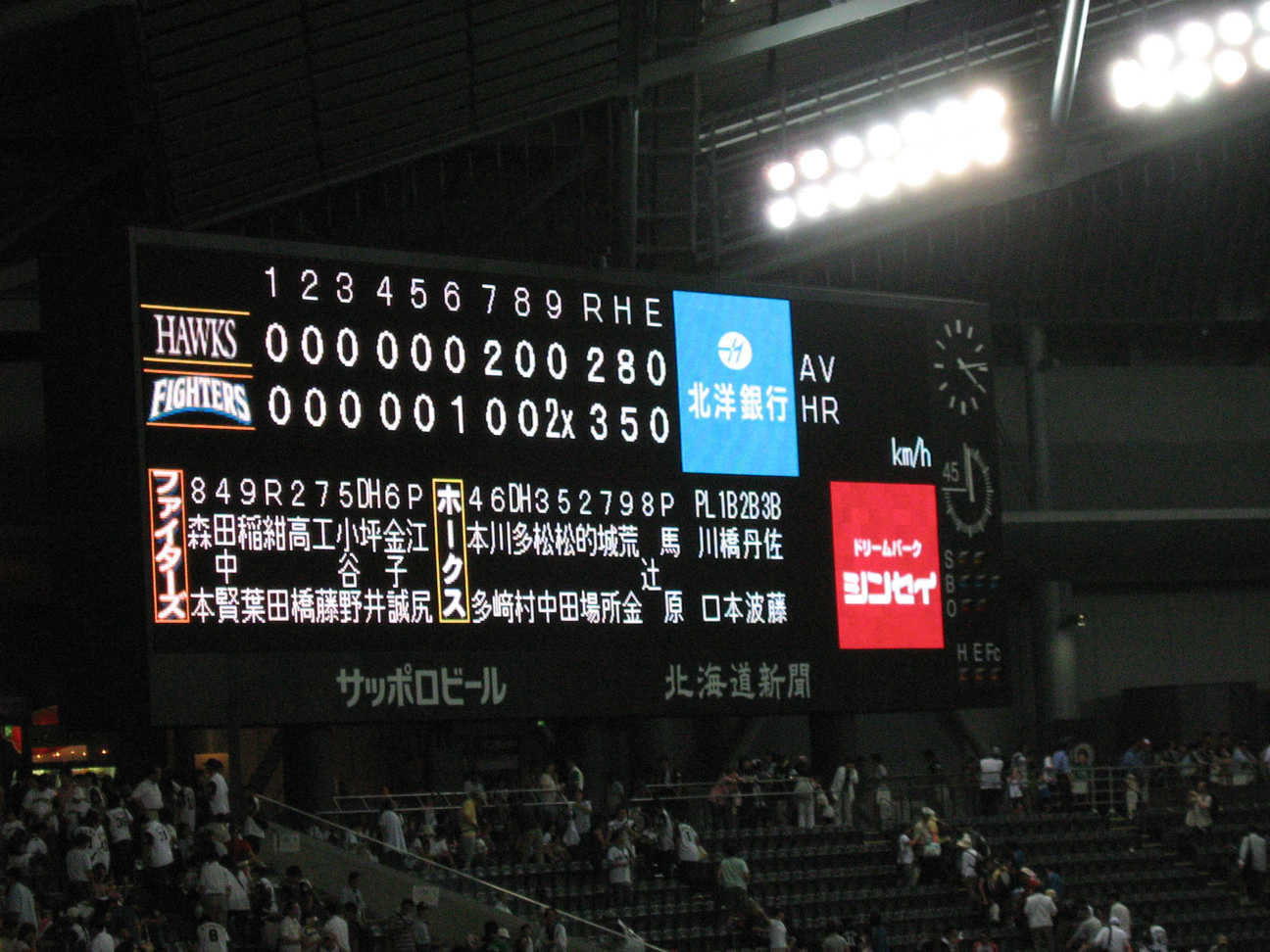
2014年まで使用されていたパナソニック製アストロビジョン（プロ野球使用時）

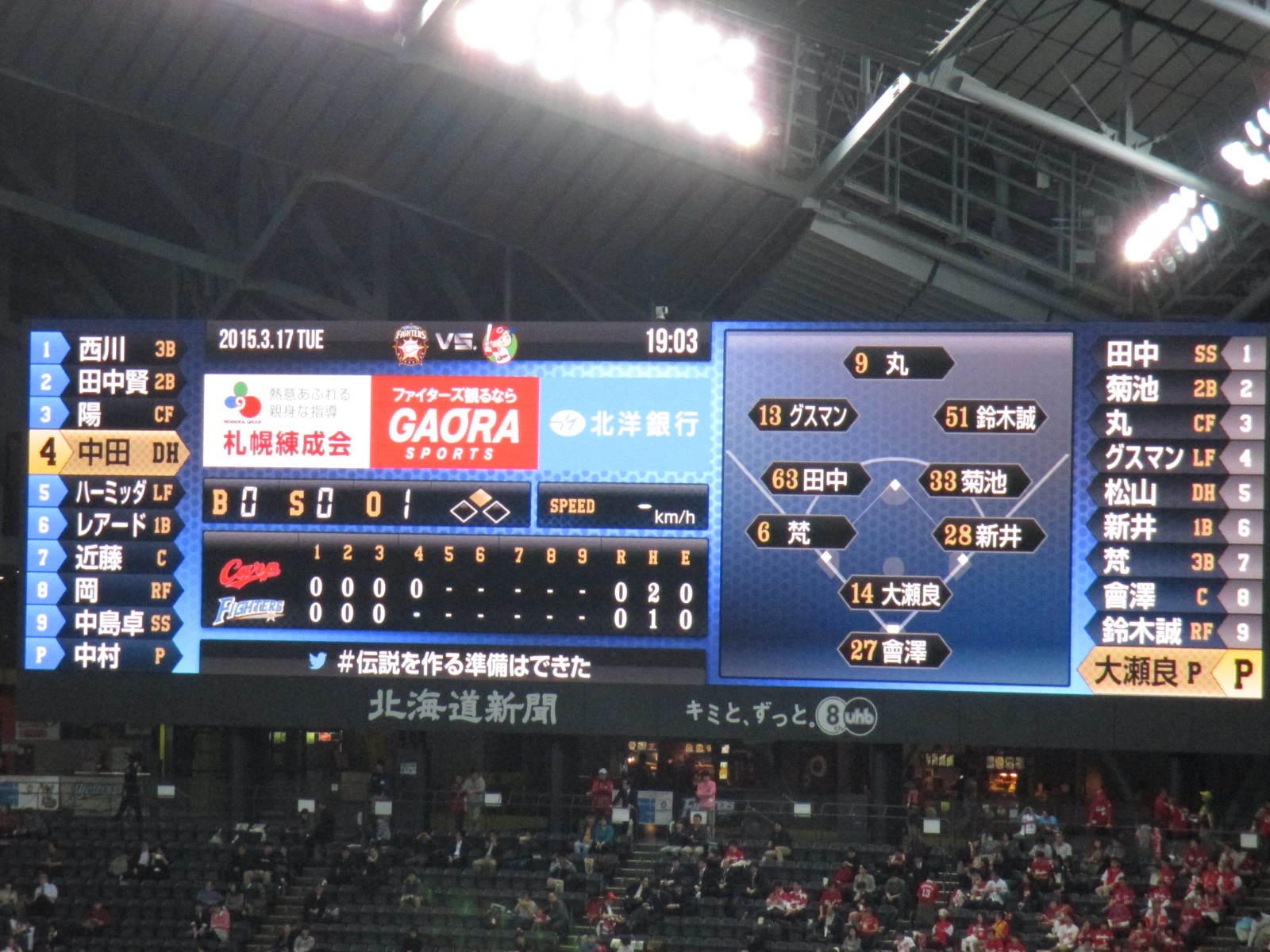
2015年から使用されている三菱電機製オーロラビジョン（プロ野球使用時・ライトスタンド）

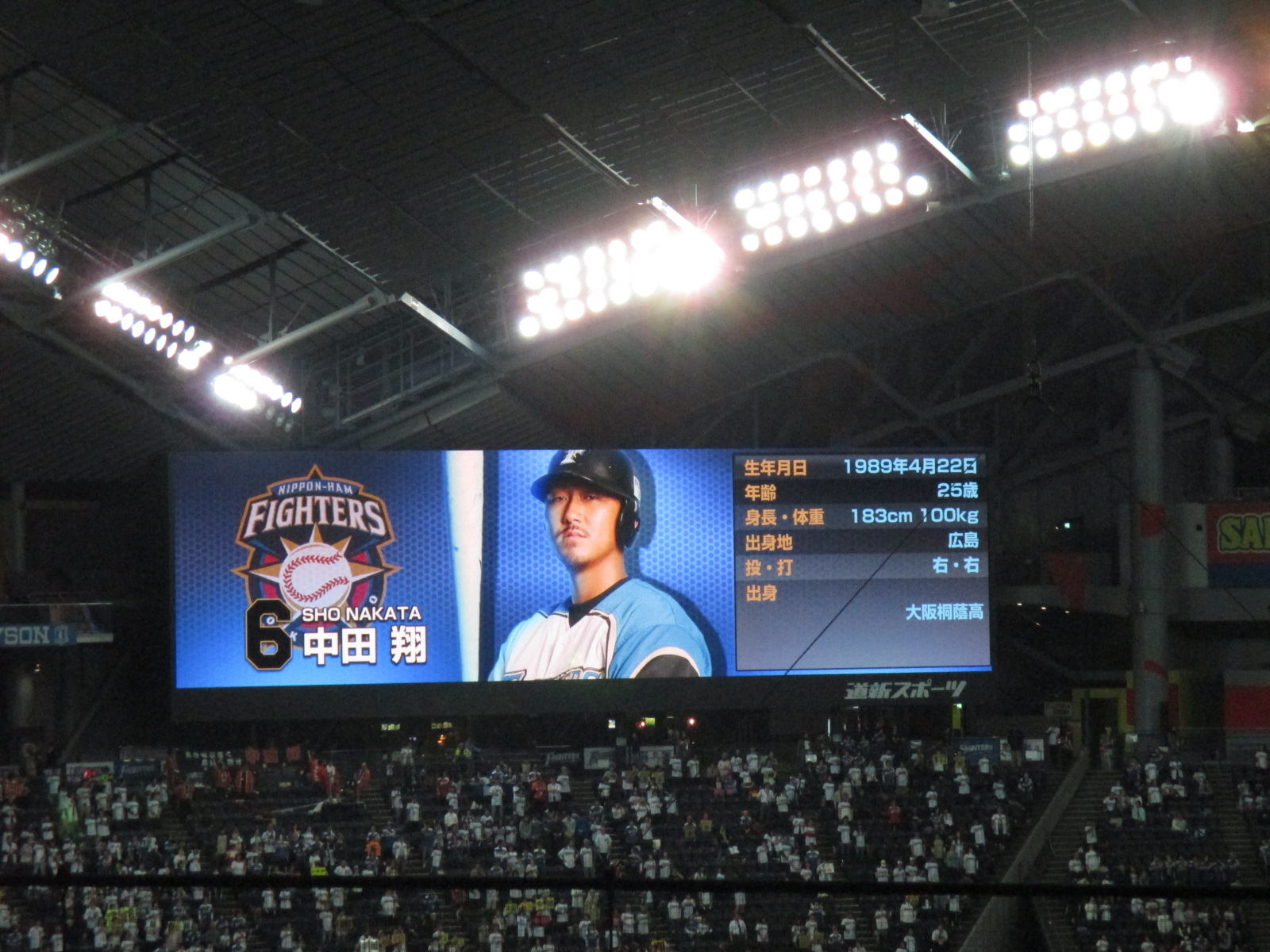
2015年から使用されている三菱電機製オーロラビジョン（プロ野球使用時・レフトスタンド）

開場時から2014年シーズンまでは、パナソニック製の「アストロビジョン」がライトスタンド上方に設置されていたが、2015年3月に三菱電機製の「オーロラビジョン」に更新され、新たにレフトスタンド側にも新設された（2015年3月3日の北海道日本ハムファイターズ対読売ジャイアンツのプロ野球オープン戦で運用開始）。基本仕様は以下の通り。
| 仕様                                      | アストロビジョン（旧装置）      | オーロラビジョン（新装置）      |
| ----------------------------------------- | ------------------------------- | ------------------------------- |
| 仕様時期                                  | 2001年 - 2014年                 | 2015年 -                        |
| 表示部仕様                                | LED方式                         | LED方式（黒色パッケージ）       |
| 絵素間隔                                  | 40mm                            | 16mm                            |
| 視認角度                                  | 水平方向60度 垂直方向+10、-30度 | 水平方向75度 垂直方向+25、-30度 |
| 表示素子寿命                              | 30,000時間                      | 100,000時間                     |
| 外野ライト側 バックスタンドアウェー側     | 縦7.04m × 横24.96m ＝ 175.71m2  | 縦8.64m × 横32.00m ＝ 276.48m2  |
| 外野レフト側 バックスタンドホーム側       | -                               | 縦8.64m × 横32.00m ＝ 276.48m2  |
| バックネット側上部 メインスタンドホーム側 | 縦2.56m × 横13.12m ＝ 33.58m2   | 縦3.84m × 横13.12m ＝ 50.38m2   |

- サッカー用の45分タイマーと野球用のボールカウント表示・プレー表示のランプは、外野ライトスタンド側のメインボードではアストロビジョン（旧装置）は右端に配置されていた。対してオーロラビジョン（新装置）では画面内に表示される（ボールカウント表示は、当初は画像にもある通り数字を使用していた。2016年以降はランプ表示に変更）。バックネット側上部側のサブボードではアストロビジョン・オーロラビジョン共に右に野球用のボールカウント表示・プレー表示のランプが、右にサッカー用の45分タイマーがそれぞれ配置されており、更にオーロラビジョンでは45分タイマーの隣に現在時刻を示すための時計が配置されている。大型映像装置に野球用とサッカー用の装置が併設されているのは日本でもZOZOマリンスタジアム（2016年の改修で撤去）と札幌ドームだけである。
- アストロビジョン運用当時の2011年からはボールカウントを「SBO」から国際標準の「BSO」へ変更することが同年3月18日に発表され、開幕までに実施された。
- 野球で使用する場合のスコア表示は9回まで。延長戦の場合、アストロビジョンは9回までのスコア表示を一旦消去し、改めて1回の表示部から10回以降のスコアを表示する。オーロラビジョンは1回のスコアを一旦消去し、2回から9回までのスコアを左に寄せた状態から10回のスコアを表示する（11回以降も同様）。
- 選手表示は、アストロビジョンでは下部に縦書き・横スクロールで表示、スコア表示と映像表示を併用する場合は右端の広告表示と審判表示部分を使用した。オーロラビジョンでは横書きで表示、スコア表示と映像表示は完全切替方式になったことから併用不可となっている。
- プロ野球の試合開催で、パ・リーグのチームと対戦するリーグ公式戦の試合と、セ・パ交流戦などセ・リーグのチームと対戦する試合とでは、スコア部分の左にあるチーム表記が異なる。
  - パ・リーグ公式戦では、上の先攻・対戦チームとその下の後攻・ホームチーム（北海道日本ハムファイターズ）のチーム名が、主にユニフォーム胸元のデザインに使われているタイプのものなどで表記される。
  - セ・リーグチームとの試合時には、チームのエンブレムマーク等（F・Sh・Ys・YG・CDなど）のイラストタイプのものが表記される。

※2006年と2007年の中日ドラゴンズ、2012年の読売ジャイアンツとの日本シリーズではパ・リーグ公式戦のものと同様の表記、2009年の読売ジャイアンツ、2016年の広島東洋カープとの日本シリーズでは、対セ・リーグ戦用のタイプで表記。また、2011年と2012年の交流戦はパ・リーグ公式戦と同様のもので表記されている。
2016年には、レジェンドシリーズとして後楽園時代を模したオレンジ単色表示や、アストロビジョン時代を模した表示がされた。
- Jリーグ公式戦では、アストロビジョンでは画面左側にスコア表示とMC・審判員の氏名、画面右側に選手名（横書き）が表示されていた。オーロラビジョンでは装置左側（バックスタンドホーム側）は画面左側に45分タイマーとスコア、MC・アセッサー・審判員の各氏名、画面右側にマッチコミッショナーの氏名を表示、装置右側（バックスタンドアウェー側）は画面左にホームの選手名（横書き）、画面右側にアウェーの選手名、中央にスコアが表示される。

### 売店・スタジアムグルメ
グッズショップ「グッズ☆ジャム」及びレストラン「スポーツ・スタジアム・サッポロ」はホームチームの入場口となる北ゲート付近に設置されており、場内飲食売店は1階の北ゲート付近を中心に南ゲート・西ゲート付近にも設置している。一方でホヴァリングステージの出し入れのため東側（バックスタンド・外野側）には設置されていない。
他のドーム同様、火をそのまま使えない事で制約を受けるが、開業当初より改善が行われ名物となっているものも登場している。
球場内で売られるビールは、株主に連ねている関係上ほとんどがサッポロビールである。「黒ラベル」「サッポロクラシック」「ヱビスビール」とサッポロビールの3銘柄が揃う。しかし、キリンビールがスポンサーのサッカー日本代表の試合が行われる際は場内からサッポロビールが一掃され、全部の売場でキリンビールが売られる。ラグビーワールドカップ2019の開催時はワールドワイドパートナーのひとつがハイネケンだったことから全部の売場でハイネケンが売られた。アジア野球選手権2003の開催時は、大会メインスポンサーがアサヒビールだったことから球場内広告がアサヒビールに書き換えられ、アサヒビールも売られた。このときはサッポロビールも同時に売られた。
場内では、缶・瓶飲料のほか、環境保全や保健衛生の観点から球場の外部で購入した弁当類は持参禁止となっており、缶・瓶飲料類は各自で水筒・タンブラーにて持参か、会場で紙コップに移してもらう。ペットボトル入り飲料については、2024年3月5日までは内容量・蓋の有無に関わらず持参禁止で缶・瓶同様に水筒・タンブラー、または紙コップでの移し替えが必要だったが、同3月6日以後は水分補給や熱中症対策の観点から750ミリリットルまでのペットボトルは持参可能とする。

## 歴史

### 開場までの経緯

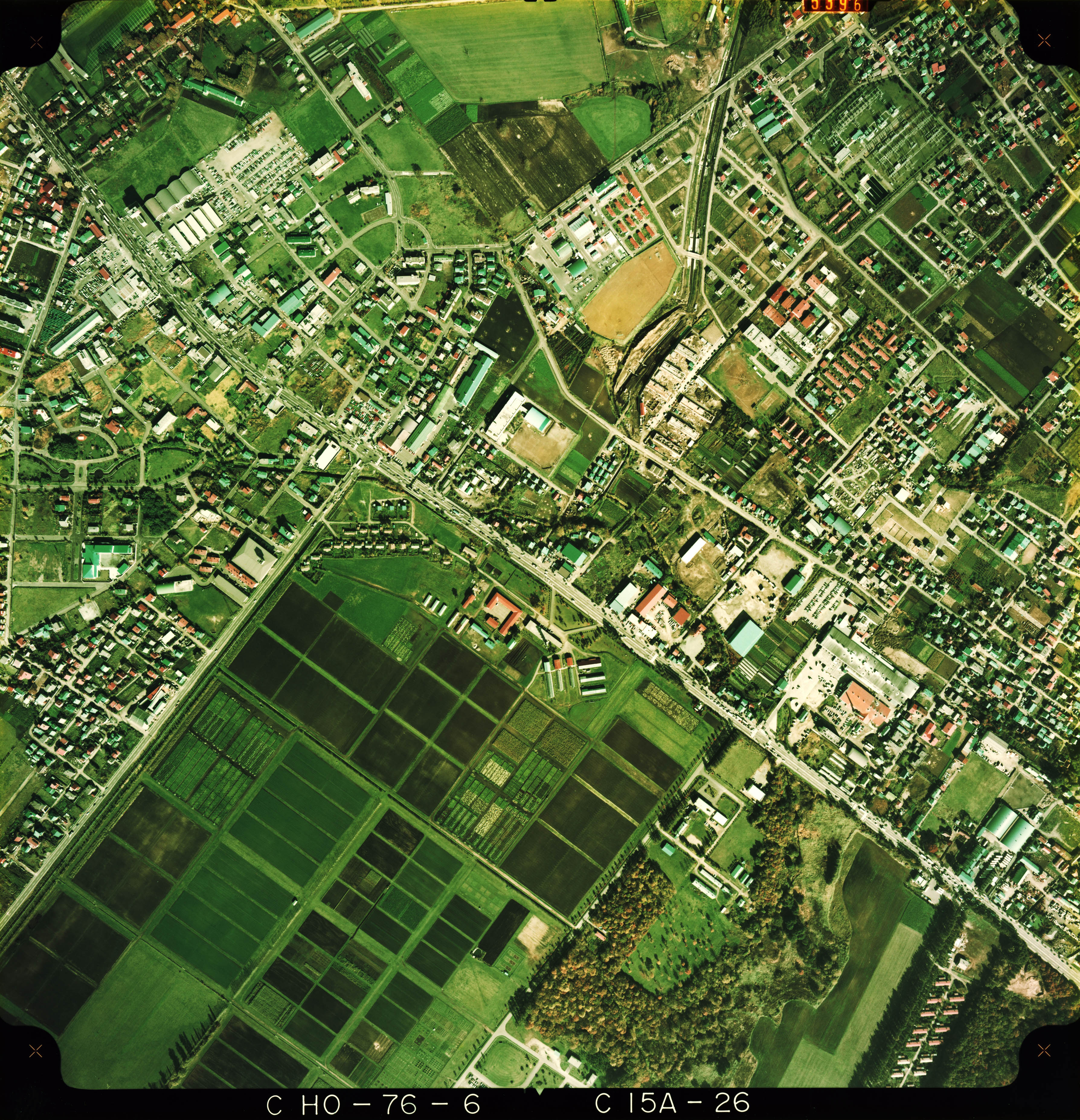
農林水産省北海道農業試験場・甜菜試験農場の空中写真画像（1976年）。
。

1981年（昭和56年）に、北海道庁が全天候型多目的スタジアム構想を発表した。1981年度の道予算に調査費が計上され当初直径140mのグラウンドと収容人数3万人の規模を想定し、12月には堂垣内尚弘知事の諮問機関「全天候多目的スタジアム懇話会」にて建設費250-300億円・年間維持費10億円以上と見積もられ技術面では直径200m円形構造でグラウンド面積1.54万平米収容・座席数4.85万人または対辺200m六角形構造でグラウンド面積3.47万平米・座席数5.7万人で六角形構造が優れているとし、経営面ではプロ野球球団誘致又は年30試合の開催や大相撲本場所誘致・国際的イベントの開催が必要とされ、その後は1982年11月に早期建設の意見が答申された。また1983年には道の多目的ドーム調査計画と1982年の中日ドラゴンズ優勝に影響された札幌市内の土木技師がさっぽろ雪まつりにて北海道へのプロ野球球団誘致の署名活動を開始し、その後民間団体「北海道にプロ野球を作る会」を設立し、「HOPS（ホップス）」の略称とヒグマをモチーフとしたマスコットマークで活動を展開、1万人以上の署名と最盛期には約2000人の会員を集めた。
1984年時点では建設費320億円・建設面積4.15ヘクタール・六角柱型構造高さ60m・収容人数は野球3.6万人・集会5万人を見込み民間調査機関から提出された経営予測では年252日使用・総利用者152万人で主な用途ではプロスポーツ35日間55万人で内プロ野球27日間50万人・見学者30万人・展示会35日46万人で年間収支は収入7.3億円・支出8.5億円の年1.2億円の赤字で運営は公益法人又は第三セクターが望ましいとされたが、その後道議会で与党を含め反対派が優勢となったことや道民2000人への意向調査において札幌圏の住民を中心に6割の賛成があった一方4割の反対意見で地方の住民から豪華施設より地方の施設拡充を求めるなどの声があり、また賛成派からも景気回復を待つべき等の慎重な意見が多く1985年（昭和60年）2月に翌年の予算に調査費を計上せず計画を凍結、1980年度からの5年間で約3,500万円の調査費が費やされた。
その後、ドーム構想の主導権は商工会議所と札幌市に移行した。1988～89年ごろには、小林好宏北海道大学経済学部教授（当時）を座長とした「ホワイトドーム会」、鈴木茂（札幌商工会議所会頭・北海道拓殖銀行頭取（当時））を会長とした「ホワイトドーム推進会議」が相次いで発足した。プロ野球ファン約600人で構成されていた「北海道にプロ野球を誘致する会」は、「北海道にプロ野球球団を作る会」に改称した。同会は、ホワイトドーム推進会議などと連携し、川島廣守セントラル・リーグ会長（当時）との面会や、サッポロビールなどの地元有力企業に球団誘致を働きかけるなどの活動をした。板垣式四札幌市長（当時）は、1989年の年頭記者会見で、「多目的なスポーツの施設としてぜひ実現したい。天候に左右されないため、プロ野球の誘致が可能になれば、札幌市を中心とした経済的波及効果も大きい。なんとか実現へ向けて努力したい」と述べた。ドーム建設候補地として、札幌市豊平区月寒の「世界・食の祭典」会場跡地、豊平区の八紘学園団地、白石区の旧国鉄・東札幌駅跡地（現在の札幌コンベンションセンター一帯）などが挙げられていた。1988年末にはオリックス・ブレーブスを経営していたオリックスがホワイトドーム推進会議に参加し球団の移転候補地として関心を寄せ交渉を行い、一時は球場経営の第三セクターへの出資を持ち掛ける積極的姿勢を見せたもののその後は札幌での誘致運動が高まらなかった事もあり神戸市への移転に決定し破談となっている。
1991年（平成3年）時点では総敷地90,000平米で内建築面積28,400平米・アリーナ面積16,500平米で固定屋根で客席数3万人・建設費230億円・年間利用者数223万人で第3セクター運営を想定し八紘学園付近又は東札幌駅付近での建設が優位と想定されていたが、その後桂信雄札幌市長が草野球等の市民利用を中心とした小規模ドーム施設「コミュニティドーム」の建設計画を優先したことや、阿部文男元北海道開発長官の汚職事件に関与した鉄骨メーカーがホワイトドーム建設計画への参入を目論んでいたこともありドーム計画が停滞。
1992年（平成4年）7月、札幌市が「2002 FIFAワールドカップ」開催候補地として名乗りを挙げると、新たに建設するサッカースタジアムをホワイトドーム構想と関連性を持たせる案が浮上した。
1993年（平成5年）1月には「2002 FIFAワールドカップ」国内開催候補地に決定した。ワールドカップ日本招致委員会に提出した資料では厚別区山本の市有地での建設を盛り込んでいたが交通の便が悪く基盤整備費にスタジアム建設費と同等の工費が見込まれ、軟弱な地盤が難点ともなっていたことから1994年には豊平区羊ケ丘の農林水産省北海道農業試験場跡地への建設へと変更された。
1996年（平成8年）1月27日、桂信雄札幌市長が羊ケ丘でのサッカー専用競技場計画について、多目的使用を想定したドーム型での最終決定を表明。サッカー専用で建設した場合赤字は必至だったため試合数の多いプロ野球球団の誘致がドーム建設の前提とされ、多目的に利用できるドームスタジアムとすることとした。また札幌商工会議所が民間からの資金協力の受け皿として「札幌ホワイトドーム建設資金協力会」を設置し、約18億円の寄付金が集められた。
1997年（平成9年）2月に札幌ドーム設計・技術提案競技（コンペ）には9つのグループが参加し、東京大学名誉教授の建築家原広司グループ（原広司、アトリエ・ファイ建築研究所、アトリエブンク、竹中工務店、大成建設、シャールボヴィスインク）が提案したサッカー用の天然芝を空気圧で浮上するステージに乗せてドームに出し入れする「ホヴァリング・ステージ」方式が採用された。ドームの建設場所として、農林水産省北海道農業試験場・甜菜試験農場の一部用地が選ばれた。1998年（平成10年）6月3日にドーム建設を着工し、10月に運営法人「株式会社札幌ドーム」を設立した。
12月1日から翌1999年（平成11年）1月11日まで愛称を公募し、3月24日に愛称発表および当選作表彰式で応募総数7,722通、4,966作品の中から札幌市在住の会社員の応募作「HIROBA（ひろば）」が選ばれた。採用した理由は『横文字になる傾向が強いなかで、日本語の原点に戻ることはとても大切なこと。この作品は、施設の持つ集客性と、あるべき姿を端的に表現している』と説明した。考案者は命名の理由を「子供の頃に遊んだ広場のイメージが浮かんだ」と述べている。この他上位10作には186票の「ホワイトドーム」を筆頭に2位「北海道夢」・3位「札幌ドーム」・4位「北海ドーム」・5位「スノーマン」・6位「札幌ホワイトドーム」・7位タイ「コンサドーム」「クリスタルドーム」「ビッグシェル」・10位「ホッカイドーム」といった案が寄せられていたものの、運営法人によるロゴグッズを用いたグッズ展開を考慮し既存の商標と重複しないものとして1票のみの「HIROBA」が採用された形となり、市民からは判りやすさや覚えやすさがある・楽しめるイメージと言った声があった一方で「地名がなく郷土色がない」「子どもの遊び場のよう」「インパクトに欠ける」といった否定的な意見も多く寄せられた。その後も札幌市民や北海道民の間では「ドーム」と言えば通じる事などから定着していない。同年9月10日、仮称として用いられた「札幌ドーム」が正式な施設名称に決定。10月20日にはシンボルマークを決定、2つの円形アリーナを表す円弧の組み合わせに夢を表す水玉が降り注ぐデザインとした。
2001年（平成13年）5月に完成し、延べ55万人の工事関係者が携わり、総事業費は537億円（建設費用 422億円、土地費用 115億円）だった。同年6月2日に開場した。6月2日には司会に徳光和夫、出演者として札幌出身のシンガーソングライターの大黒摩季らを招いたオープニングの記念イベントが開催された。

### 2002年FIFAワールドカップ
2002年FIFAワールドカップ開催時、冬期間のリーグ戦開催において寒さによるピッチの凍結に悩まされるヨーロッパ各国の関係者やマスコミからは、完全屋内で試合のできる本施設に高い評価が与えられた。ただし、札幌ドームでの冬季のサッカー公式戦開催は現状では不可能である。
2002年FIFAワールドカップにおいて、当時のイングランド代表監督だったスヴェン＝ゴラン・エリクソンがハーフタイムに戦術指示を示したホワイトボードがそのままのかたちで保存されており、南北の連絡通路のメモリアルコーナーのギャラリーに展示されている。
年間を通して多目的に使える施設であることから、2002 FIFAワールドカップの日本側の会場となった施設では最大の収益を上げており、2001年度の開業から2013年度終了時まで13期連続で黒字となった。2014年度は当時過去最大の売上高を記録したものの、大型映像設備更新に8億2800万円の費用負担があったことから、開業以来初となる単年度赤字決算となった。北海道日本ハムファイターズが使用料減免を要求しているが、上記のように条例で額が定められていることもあり、応えられていない。なお、札幌市は北海道コンサドーレ札幌に対して「札幌ドーム利用料金減免補てん補助金」との名目で、ドーム利用料金の3分の1減免し、これに伴う減収分を株式会社札幌ドームへ補助金（年額3000万）として補填する事業を2000年度から行っている。

### 日本ハムファイターズの札幌ドームへの本拠地移転
2003年まで東京ドームを本拠地としていた日本ハムファイターズ（現：北海道日本ハムファイターズ）は、東京ドームに移転した1988年は「ドーム球場」という稀少価値があり、観客動員数は2,458,500人（1試合平均37,800人）とパ・リーグトップとなった。しかし、この年をピークに観客動員数の減少が始まり、福岡ドーム、大阪ドーム、ナゴヤドームと各都市にもドーム型野球場が開場した事で、ドーム球場という稀少性からの優位点も失いつつあった。
そこで球団はスポーツと生活が近くにある社会「スポーツ・コミュニティ」の実現を目指して地方都市への移転を検討し始めた。各候補地の名前が上がる中で、札幌ドームの開場により札幌も移転候補地に浮上し、最終的に最終的に商圏人口やマスメディアの多さから2002年に札幌への移転を決定した。
2004年から札幌ドームに本拠地を移転し、移転後の球団運営会社となる「株式会社北海道日本ハムファイターズ」を設立した。初の北海道内を本拠地とするプロ野球球団がここに誕生する。球団は「地域密着」の方針を掲げ、北海道内でのチームの認知度アップとファン層開拓を目指した。その一環として新たな人気選手の獲得にも着手し、後に監督に就任する新庄剛志や稲葉篤紀などを他球団から獲得したほか、新人選手として話題性が大きかったダルビッシュ有、中田翔、斎藤佑樹、大谷翔平などをドラフト1位で獲得するなど、チームの戦力強化とともに新規ファン層を開拓したことで、観客動員も年々増加し、国内でも屈指の人気チームに成長。前述の通り、札幌ドームの売り上げにも寄与する形となった。しかし、後述の通り、徐々に球団側と札幌ドーム側の運営費用負担や施設面の改良を巡る問題など軋轢が生じ始め、2010年代後半には球団側による札幌ドームからの本拠地の移転への動きが水面下で進むこととなった。

### イベント利用の減少
開場当初は札幌市円山球場を使用していたセ・リーグ3球団も主催試合を開催していたが（後述）、日本ハムの移転とセ・パ交流戦開催の影響で観客動員が減少し開催は無くなった。またライブ開催も立地の問題で他のドームより経費がかかり道外からの交通機関が乏しく採算ラインが高いため、2015年には44件あったものが2019年には14件となっていた。

### 新型コロナウイルス感染症（COVID-19）の流行に伴う影響
2021年には、東京2020オリンピック（五輪）の男女サッカー競技に使用された。
東京2020オリンピックは2020年夏季の開催が当初予定されていたため、NPBは2019年の時点で、2020年6 - 8月のファイターズ主催試合5カード（10試合）で東京ドーム、北海道内で札幌以外のエリアに所在する球場（旭川スタルヒン球場・帯広の森野球場・釧路市民球場）、北海道外でNPB球団の本拠地に使われていない地方球場（沖縄セルラースタジアム那覇・静岡草薙球場）を使用することを計画していた。この計画ではファイターズのナインが30日間に延べ9,000kmもの距離を移動することを想定していたが、2020年の初頭から新型コロナウイルス感染症（COVID-19）が日本国内で流行している影響で、東京五輪の開催は2021年、NPBの2020年レギュラーシーズン開幕は6月19日（金曜日）まで延期。NPBが2020年シーズン日程の再編成に際して、感染拡大防止策の一環で（ファイターズを含む）全12球団の公式戦会場を球団本拠地の球場とほっともっとフィールド神戸に限定したこともあって、ファイターズは当該期間の主催試合で札幌ドームと東京ドームのみ使用した。
また、2021年6月3日（木曜日）には、サッカー日本代表強化試合（キリンチャレンジカップ、日本A代表対ジャマイカ代表戦）を19:30から予定。ジャマイカ代表チームでは、関係者全員が来日前にPCR検査を受診したうえで、陰性が証明された人物だけを日本向けの飛行機へ搭乗させていた。しかし、一部の選手に向けて発行された陰性証明書に不備が見付かった影響で、開催2日前（6月1日）までに10人の選手と一部の役員・スタッフしか来日できなかった。主催団体の日本サッカー協会（JFA）は、「代表チームの選手が10人しかいない状況では国際親善試合が成り立たない」との理由で、同日に日本A代表対ジャマイカ代表戦の中止を発表。ジャマイカ代表の来日が困難な事態に備えた「リスクマネジメント」の第2優先案を基に、東京五輪の代表候補選手が集結しているU-24サッカー男子日本代表チームと男子A代表チームによる対戦を、無観客の強化試合として6月3日に札幌ドームで実現させた。TBSテレビと系列全局が強化試合の開催を前提に札幌ドームからの中継枠を19:00 - 21:30の時間帯に確保していたことや、U-24代表が6月5日開催分の強化試合（東平尾公園博多の森球技場（ベスト電器スタジアム）でのU-24ガーナ代表戦）に向けて日本国内で調整していたことを踏まえた変更で、JFAの主催による日本男子代表チーム同士の試合は1980年12月（日本代表対日本代表シニア戦）以来であった（試合は3対0で日本A代表が勝利）。
2020年東京五輪での男女サッカー競技については、2021年7月中に1次ラウンド10試合（男子6試合・女子4試合）が開催された。東京五輪・パラリンピック組織委員会では、日中の開催試合（デイセッション）について、収容人数の50％以内で最大1万人の観客を入れて実施することを同月9日の午後にいったん発表。しかし、当日の夜になって、上記の全10試合を無観客での開催に切り替えることを急遽決定した。東京都内で改正・新型インフルエンザ等対策特別措置法に基づく緊急事態宣言が発出されるなどCOVID-19への罹患者が増加していることを背景に、組織委員会が前日（8日）に東京都および（まん延防止等重点措置が適用されている）神奈川県・千葉県・埼玉県内の会場を使用する競技の無観客開催を決めたことを受けて、北海道知事の鈴木直道（宣言・措置の対象地域や肩書はいずれも当時）が「（上記の1都3県を含む）首都圏との観客や関係者の往来を防ぐことが困難」との理由で無観客での開催を要請したことによる。

### 北海道日本ハムファイターズの本拠地移転をめぐる動き
北海道日本ハムファイターズが、NPBの公式戦を常時開催できる環境（開閉式の大屋根など）を備えたグループ直営の野球場を北海道北広島市へ建設したことに伴って、2023年シーズンに本拠地を札幌ドームから上記の新球場に移転。移転後は、10年以上にわたる日本エスコン（ES-CON JAPAN、現：エスコン）との施設命名権契約に基づいて、新球場に「エスコンフィールドHOKKAIDO（エスコンフィールド北海道）」という名称を使用している。
その一方で、2022年9月24日（土曜日）から同月28日（水曜日）まで札幌ドームで組まれているホームゲーム（パ・リーグのレギュラーシーズン公式戦5試合）を、「FINAL GAMES 2022」として開催。実際にはこの年のレギュラーシーズンを6位で終えることが9月18日（日曜日）に確定したため、公式戦における本拠地としての札幌ドームの使用を、28日の対ロッテ戦（ナイトゲーム）で終了した。なお、28日には来場者全員に「札幌ドーム最終戦観戦証明書」を無料で配布。有料入場者の総数は41,138名で、試合はロッテが11対3で勝利したが、日本ハム球団では札幌ドームを本拠地に使用してきた19年間を締めくくる「ホーム最終戦セレモニー」を試合後に開催している。シーズン終了後の11月23日（水曜日・勤労感謝の日）に開催された「ファンフェスティバル2022」をもって、非公式戦（オープン戦など）を除く球団定例行事での使用を事実上終了。

#### 北広島市内の新球場への移転が決まるまでの経緯
株式会社札幌ドームは、年間9億円規模のリース料を基調に、総額で年間20億円以上の収入を球団側から得ていた。この収入にはドーム敷地内での球団グッズの販売などによる収入が含まれていたため、球団側はかねてから、ドームの賃借に関する条件の改善（リース料の引き下げなど）を管理母体の札幌市へ要望していた。これに対して、札幌市はリース料の引き上げに踏み切る一方で、球団側から提案されていた運用コストの削減策（他の企業・団体に対する指定管理者の選定など）の採用をことごとく見送っていた。
日本ハム球団は、東京ドームから札幌ドームへの本拠地移転を機に、「『スポーツと生活が近接する社会（Sports Community）』の実現を目指す」という理念を掲げていた。もっとも、札幌ドームをめぐる環境はこの理念の実現に程遠く、ドーム自体にも諸般の制約から改善や拡張の余地がほとんどなかった。高校・大学野球の経験者でスポーツ・マーケティングへ長らく携わっている前沢賢（2023年の時点では球団の事業統括本部長）によれば、ヘッドハンティングで入団した直後（事業部員時代）の2009年にドーム内部の改装を再三にわたって株式会社札幌ドームの取締役（当時）に打診したものの、「ドームの建設当初から定められている札幌市の条例に抵触する」「建設当初の構造に少し手を加えただけでも、他の部分の構造が崩れる恐れがある」との理由で女性用トイレの増設すら認められなかったという。そこで前沢は、スポーツ・マーケティングの知見と経験を踏まえて、北海道内の別のエリアへの本拠地移転を伴う「ボールパーク構想」を発案。この提案に反対していた上司との衝突や人事面での冷遇がきっかけで2011年にいったん退団したものの、札幌ドームからの本拠地の移転先探しが暗礁に乗り上げていた2014年に球団へ復帰すると、大社啓二（当時のオーナー）や島田利正（当時の球団代表）などからの知遇を背景に構想の実現へ本腰を入れ始めた。
その一方で、札幌市に隣接していて新千歳空港に近い北広島市では、総合運動公園を整備する計画が1996年の市制施行前（1968年の町制施行当初）から浮上。この計画は、地方公共団体（当時は北海道札幌郡広島町）としての財政難や、「公共事業」としての優先順位の低さを背景に何度も頓挫していた。
広島町の職員から北広島市の初代助役を経て、2005年から北広島市長を務めている上野正三は、市長として4度目の任期（2015年度）に入るタイミングで「きたひろしま総合運動公園」を本格的に整備する方針を表明。広島町時代からの上野の部下（2015年度の時点では北広島市の企画財政部次長）で、広島町への入庁前年（1988年）に札幌開成高等学校硬式野球部の4番打者として第70回全国高等学校野球選手権大会へ出場した川村宏樹が、この方針の実現に奔走した。その結果、きたひろしま総合運動公園の整備計画が「官民連携支援事業」（日本政府からの助成対象事業）へ正式に認定されたことから、川村は計画の実現に向けたプロジェクトチームの責任者に任命。チームによる民間の開発パートナー探しの一環として、2016年1月には、公園の一角へ野球場を建設することを前提に、北海道日本ハムファイターズ (ファーム) が主管する試合（イースタン・リーグでの主催公式戦）から年間数試合をこの球場で開催することを球団に持ち掛けた。球団を代表して川村と対応した前沢は、当時まだ公表されていなかった「一軍の本拠地を札幌ドームから移転させる」という構想を川村へ打ち明けたうえで、移転先の球場を「きたひろしま総合運動公園」内に建設、球場への最寄り駅を（北広島市内を通る）JR北海道の千歳線に新設することを提案。北広島市はこの提案を受けて、「建設用地の無償貸与」「球場を含めた公園施設の固定資産税・都市計画税の10年間免除」などを条件に、新球場の建設と運営を改めて打診した。
報道関係者で上記の動きをいち早く把握していたのは、北海道日刊スポーツ新聞社の日本ハム担当記者（当時）にして高校野球経験者（新潟明訓高等学校硬式野球部OB）の高山通史で、新球場の建設を軸に"Sports Community"を北広島市に作り出す構想も前沢から極秘裏に打ち明けられていた。前沢への接触はいわゆる「スクープ狙い」の取材の一環であったが、実際には前沢が示した構想のスケールに魅了されるあまり、取材の成果を一切公にしなかった。結局、日本ハムが札幌ドームで成し遂げた2016年の日本シリーズ制覇の原稿を執筆したことを置き土産に、北海道日刊スポーツ新聞社を退社。前沢からの勧めで2017年1月から日本ハム球団に加わると、前年まで「取材の対象」であった新球場の建設構想に「広報部員」の立場で携わっている。
もっとも、球団が北広島市と交渉を重ねていることを2016年5月に北海道新聞が報じたことから、札幌市も本拠地の移転を前提に野球場を北海道立真駒内公園内へ新設することを球団側に提案。この提案に沿って公園の整備計画を利用者や周辺の住民などに公表したところ、自然環境の保全などの観点から野球場の新設に反対する旨の意見が多く寄せられたため、札幌市は後に提案の撤回や計画の修正を余儀なくされた。
結局、球団側は北広島市からの打診を踏まえて、自前で建設した野球場で発生する収益を球団の経営・戦力の補強へ直結させる方針に転換。2018年11月5日には、きたひろしま総合運動公園内に野球場を建設したうえで、2023年シーズンから本拠地をこの球場へ移転させることを正式に発表した。

#### 本拠地の移転に伴う球団側の動き
NPBでは基本として、レギュラーシーズン開幕カードの主催権を、4年前のレギュラーシーズンでの最終順位が3位以上の球団へ自動的に付与している。日本ハムは2018年の最終順位が3位だったものの、2019年には5位に沈んだため、通例に沿えば2023年の開幕を新球場（ES CON FIELD HOKKAIDO）で迎えられないことになっていた。このような事情から、日本ハム球団では2020年に入ってから、東北楽天ゴールデンイーグルス（2018年最下位→2019年3位）との間で「開幕カード主催権の交換」という異例の交渉を開始。1年にわたる交渉の末に、札幌ドームでの本拠地最後のシーズン（2022年）の開幕カード主催権を楽天へ譲渡する代わりに、2023年シーズンの開幕カードを新球場で主催する権利を得た。
日本ハム球団の移転後もNPBの野球協約第38条にある保護地域は北海道になる。同年には、全ての主管試合（ホームゲーム）を新球場で開催することが、パ・リーグから正式に発表されている。札幌市は、日本ハムが本拠地の移転を決めた2018年から、NPBの他球団に対して札幌ドームでの公式戦の開催を打診。「NPBの公式戦で丸1日使用するだけでも2,000万円」とされる使用料の引き下げにも応じる姿勢を示していたが、結局はどの球団とも折り合いが付かなかったため、2023年のNPBではセ・パ両リーグとも札幌ドームで公式戦を組まなかった。現に、2022年度のNPBオフシーズン（後述する2023 ワールド・ベースボール・クラシックに向けた強化試合の終了後）には、一・三塁側のフェンスから広告を完全に撤去。2023年度からは、内外野ともフェンス広告の新規販売を中止している。さらに、一・三塁側コーチャーズボックス付近の人工芝に描かれていた企業名を消去したため、場内の広告は大幅に減少。2023年度には、テレビ中継での露出が見込めるNPBの公式戦が開催されなかったこともあって、「コンコースの柱や壁面を含めた広告枠（総数80枠）の3割が、NPBのレギュラーシーズンと重なる上半期（2023年9月）までに埋まらない」という事態に陥った。
NPBが2023年から札幌ドームを（日本ハム主管試合を含む）公式戦で使用しない背景には、コンクリートの床に巻き取り式の薄い人工芝を敷いた野球仕様のグラウンドによって、他球場を上回るほどの負担が選手や審判の身体に掛かっていたことも挙げられている。実際に、本拠地を札幌ドームへ移転してからの日本ハムでレギュラーに定着していた外野手のうち、糸井嘉男・陽岱鋼・中田翔・西川遥輝は慢性的な足腰の故障に悩まされた。さらに、グラウンド上で故障した選手に対するトレーナーの処置がままならないほど、バックヤードのスペースが非常に狭いことが球団関係者の不興を買っていた。2012年から8年間にわたって日本ハムの一軍を指揮した後に野球日本代表の監督へ転じた栗山英樹も、2023のワールド・ベースボール・クラシック（WBC）に向けた強化試合（2022年11月9・10日に札幌ドームで開催）のチームミーティングにおいて、NPBの他球団から日本代表へ招集された選手に対して「札幌ドームでは（グラウンドが他の球場より）急に固くなるので、身体に負担が来てしまう。怪我のないように（強化試合を）終えて欲しいので、絶対に無理をしないように」と忠告している。
もっとも、日本ハムの本社では、グループのロゴを大きく記した広告看板を2023年以降も外野（中堅席上部）の壁面に掲出。日本ハム球団では、同年の主管オープン戦のうち、3月4日・5日に楽天との2連戦で札幌ドームを使用していた。さらに、同年のレギュラーシーズン中に新球場で開催する球団主管の公式戦を対象に、観戦を希望する札幌市民を抽選で招待する企画も打ち出していた。発表の時点で球団社長を務めていた川村浩二によれば、「北海道日本ハムファイターズは2004年の誕生から北海道（民）やファンの皆様に支えられてきた一方で、新球場の建設や開業に向けて多くの方々にお世話になったので、（札幌ドームが所在する）札幌市民の皆様へ何かしらの御礼をしたい」「新球場を『世界に誇れる共同創造空間』『（札幌ドーム）より多くの方々に御来場いただけるデスティネーション（目的地）』として札幌圏や北海道の発展に寄与できるよう（札幌市民の皆様に）御参画や御協力をお願いしたい」との思いから、札幌ドームにおけるオープン戦の開催と札幌市民の新球場招待企画を決めたという。
日本ハム球団では2024年のオープン戦でも、3月2日・3日に阪神タイガースとの2連戦で札幌ドームを使用した。日本ハムが本拠地時代に札幌市との間で締結した使用契約の期間が、2023年度（2024年3月31日）まで残っていたことを背景に、札幌ドーム側が球団側に使用を打診したことによる。日本ハム球団では、オープン戦ながら札幌ドームを主催試合で1年振りに使用したことについて、「北海道では例年3月の上旬に寒い日が続くので、この時期に（開閉式の屋根を閉めたまま暖房などの目的で）新球場内部の温度を上げることは、（新球場のグラウンドを覆っている）天然芝の生育との兼ね合いで難しい。札幌ドームは、新球場に比べて場内の温度を管理しやすいので、選手も観客も寒さを気にせずに済む」と説明していた。それでも、上記の2連戦を終えた後には、札幌ドームの使用に関する契約を更新しないことを札幌市へ通告。日本ハム以外のNPB球団でも、2024年から二軍戦限定で新規参入したオイシックス新潟アルビレックスベースボールクラブ・くふうハヤテベンチャーズ静岡を含む全13球団が、この年の公式戦で札幌ドームの使用を見送っている。

### 新長期ビジョン
開業20周年の2021年に、2031年までの10年間にわたる運営指針として、「SAPPORO DOME VISION 2031（SV-31）」を策定。北海道日本ハムファイターズの本拠地移転（2023年）に伴う減収を少しでも補うべく、この指針に沿って以下の試みが為されている。

#### 施設命名権の売却構想
札幌ドームでは、パシフィック・リーグ球団の本拠地球場で唯一、2023年度まで施設命名権を第三者に売却していなかった。札幌市は命名権の売却を2007年2月から何度も検討していて、2011年には3度にわたって売却先の公募を実施したものの、売却先の決定には至らなかった。
札幌市が売却先の公募へ初めて踏み切ったのは2011年1月で、公募に際しては、契約期間を5年間に設定。施設名に「札幌ドーム」（またはそれに準ずる名称）を付けることや、年間5億円の権利使用料を札幌ドームへ支払うことを契約の条件に定めていた。これに対してGoogleが公募に名乗りを上げたものの、札幌市側との折り合いが付かなかったため、契約の締結は見送られた。この結果を受けて、札幌市は2月と12月にも公募を実施したが、いずれも応募者は現れなかった。ちなみに、12月の公募では、翌2012年レギュラーシーズン開幕前までの売却を視野に、契約年数の延長によって年間使用料の実質的な軽減を謳っていた。
その一方で、株式会社札幌ドームでは、2014年度から10年間の規模でドームの改修を計画。改修費用が総額で90億円 - 100億円と見込まれることから、札幌市ではこの費用を捻出すべく、2013年12月に通算4回目の公募を実施することを検討していた。検討に際しては、札幌市が陣頭指揮を執っていた過去3回の公募から一転して、株式会社札幌ドーム・北海道日本ハムファイターズとの連携を模索。実際には三者間の調整が付かなかったため、4回目の公募の実施は見送られた。
しかし、北海道日本ハムファイターズが2023年度からの本拠地移転を2018年度内に決めたことを受けて、札幌市は本拠地移転後の5年間（2023 - 2027年度）に見込まれる札幌ドームの事業収支を試算。2022年6月には、この試算に沿った収支の見通しを発表するとともに、上記5年間の指定管理者を選定するタイミングに合わせて施設命名権の売却先を公募することを決定した。
2022年度（2023年3月31日）までの指定管理者であった株式会社札幌ドームも、札幌市との協議などを経て、施設命名権を売却することを検討。同社は2023 - 2027年度にも札幌市から指定管理者に選定されているが、2022・2023年度は公募を見送った。
その一方で、株式会社札幌ドームは2023年度からの指定管理者選定に際して、ドーム内の広告に関する事業を新たに担うことを札幌市から求められた。このような事情から、命名権の年間使用料の下限を過去の半額（2億5,000万円）に設定したうえで、2024年1月9日から法人を対象に公募を再開。当初は同年2月29日まで応募を受け付けていて、2 - 4年間の使用契約を結ぶことや、契約期間中の施設名に「ドーム」を含めることなどを条件に定めている。実際には同日までに正式な応募がなかったものの、札幌市長（当時）の秋元克広によれば「上記の期間中に複数の企業から問い合わせがあった」とのことで、株式会社札幌ドームでは公募の条件を据え置いたまま公募の受付期間を無期限で延長する方針を打ち出していた。

#### 中規模のイベントに対応した「新モード」の展開
札幌市が公表した2023年度から5年間の収支見通し（前述）によれば、ドームを使用するイベントの年間開催日数を2019年度から20日前後の減少にとどめた場合には、上記5年間の最終損益で900万円の黒字を計上できるという。この見通しでは、Jリーグの公式戦開催日数を増やすことや、ドーム内をカーテンで仕切ることによって小規模のコンサートにも対応することなども想定されている。
札幌ドームでは最大で5万人規模の観客を収容できるにもかかわらず、このような規模でコンサートを開催するアーティストが少ないことが、収入を確保するうえで積年の課題になっていた。株式会社札幌ドームは、「およそ2万人の観客で満員になる」という中規模のイベントやコンサートの需要を掘り起こすべく、「ドーム内の客席の一部を複数の暗幕で仕切る」という仕掛けを構築。このような仕掛けを「新モード」と称して、2023年3月14日に報道陣へ初めて公開した。奇しくも、日本ハムは当日の午後に、新球場で初めての対外試合（埼玉西武ライオンズとのオープン戦）を開催している。
「新モード」では、外野スタンドをイベントの客席に使用する一方で、「野球モード」におけるピッチャーズマウンド付近にステージを組むことを前提に置いている。そのうえで、最も大きな暗幕（高さ30メートル×幅120メートル）をステージの正面、内野席を覆い隠す格好でスタンド席を仕切る暗幕をステージの両側に設置。設置については、およそ10名のスタッフで8時間を要することが見込まれている。
ちなみに、株式会社札幌ドームでは、「新モード」を展開するための改修工事におよそ4億円を投入。また、「新モード」の展開に合わせてステージの照明や音声を充実させための機材を、およそ2億3,000万円で海外から輸入した。「新モード」の展開は2023年3月からで、1日当たりの使用料を従来のモードの7割程度に設定。このモードを使用した中規模イベントを、2023年度に年間で6回、2024年度以降に12回程度開催することを想定している。
「新モード」を使用した初めてのイベントは、ラグビーワールドカップ2023グループリーグ・プールD（日本代表対チリ戦）のパブリックビューイングで、2023年9月10日に開催された。同年11月19日には、「全開エール!!2023」を「新モード」で開催。「北海道内の高校の吹奏楽部で活動する現役の学生と、『コロナ禍』での高校生活を余儀なくされていた吹奏楽部のOB（卒業生）で構成される7つの団体がマーチング、ダンプレ、吹奏楽の演奏などのパフォーマンスを披露する」というイベントで、開催の前日（18日）には、「通常は関係者にしか使用を認めていない『控室』や『記者室』を、道内の高校（6校）から参加していた吹奏楽部の宿泊を伴う『合宿』に提供する」という試みも為されていた。もっとも、いずれのイベントも、札幌ドーム側から関連団体（北海道ラグビーフットボール協会や北海道内の高校の吹奏楽部）への打診をきっかけに実現。さらに、このような事情から主催団体に会場使用料の減免措置などが適用されたため、実際には札幌ドーム側の利益が少額にとどまっている。
2023年11月の時点では、上記のイベント以外に「新モード」が活用された実績も、札幌ドーム側からの打診と無関係の企業・団体による活用への応募も皆無である。その背景としては、「客席の総数が（常設スタンドの）半分」「イベントでの使い方が分からない」といったイメージが関係者の間に広まっていることや、札幌ドームでのコンサートを希望するアーティストに「ドーム（の常設のスタンド）を（観客で）満員にしたい」との意向が強いことなどが報道などで指摘されている。これに対して、札幌ドーム側では「全開エール!!2023」での試みを足掛かりに、ドーム内のスペースをイベント出演者などの「宿泊」にも活用することを検討している。
さらに、2024年3月30日には『SAPPORO MUSIC EXPERIENCE 2024』を「新モード」で開催。このイベントには、Hey! Say! JUMP、ファンキー加藤、ゴールデンボンバー、Novelbright、D-LITE、Tani Yuukiといったアーティストが出演していた。プロのアーティストが参加する音楽イベントに「新モード」を活用することは初めてで、株式会社札幌ドームでは、「冬季の北海道ではフェス型式の音楽イベントが開催されることが少ないため、あらゆる天候に対応できるドームならではの強みを活かすべく、『新モードによるアーティストライブの臨場感や一体感を（なるべく多くの人々に）EXPERIENCE（体験）して欲しい』との思いから『SAPPORO MUSIC EXPERIENCE 2024』を企画した」と説明している。
なお2025年1月の時点でも新モードでのライブ開催はドームの自主公演のみとなっている。観客数が半分になるのに使用料は半分にならずに機材の輸送費が余分にかかることには変わりなく、2万人の観客を集めるといっても北海道立総合体育センター（きたえーる）や真駒内セキスイハイムアイスアリーナで複数日公演を行えばカバーでき、ツアー機材をアリーナに合わせて組みなおす必要があることも影響しているとみられる。

#### 運営収支の変化
札幌市では、「新モード」の積極的な展開と施設命名権（ネーミングライツ）の売却を前提に、株式会社札幌ドームにおける2023年度（2024年3月期）の赤字幅を「2億9,400万円程度」と想定していた。もっとも、この期間中における「新モード」の利用日数は上記の3日だけで、「収益力の高いイベント」とされるコンサートの開催日（7日）も想定の半分にとどまった。命名権の売却についても、3億4,000万円以上のネーミングライツ使用料（広告）収入を見込んでいたにもかかわらず、期間中には正式な応募が1件も無かった。
結局、株式会社札幌ドームは2024年の3月期決算において、2021年3月期以来4度目の赤字を計上した。期間中のイベント開催日数は「コロナ禍」の時期（2020 - 2022年度）をも下回る98日（前期比26日減）、（イベント来場者・観光来場者・一般市民からの利用者を含む）総来場者数は109万4,000人（前期比38.1%減）。売上高は過去最低の12億7,100万円（前期比57%減）で、最終損益は、1億9,300万円の経常利益を計上していた前期から7億5,400万円も減少した。当期純損失は6億5,100万円の減収減益だが、固定資産の一部（ソフトウェアなど）を札幌市に寄付するなどの減損処理を実施していたことから、運営における実質的な赤字額は「4億5,000万円程度」とされる。同社では、赤字分を内部留保で補填する一方で、「2027年度（2028年3月）までの指定管理期間中は、札幌市に対して公金の投入を求めない」との姿勢を表明。「ファイターズの公式戦（主にナイトゲーム）が開催されなくなった影響で、土・日曜日に比べて低い」という平日の稼働率向上を、新たな課題に掲げている。
その後、2024年度の収支はイベント数の増加や命名権の売却により、前年度から一転して純損益が約4,300万円の黒字となったことが報道された。

### 大和ハウス工業による施設命名権の取得・「大和ハウス プレミストドーム」への改称
株式会社札幌ドームは2024年7月19日に、大和ハウス工業との間で札幌ドームの施設命名権（ネーミングライツ）契約を締結した。契約期間は同年8月1日からの4年間で、大和ハウス工業が2007年から「プレミスト」というブランドの分譲マンションを日本全国で供給していることを踏まえて、契約期間中は「大和ハウス プレミストドーム」（だいわハウス プレミストドーム）という施設名を使用する。同社によれば、札幌ドーム設計者の原広司（建築家）による「札幌ドームの主役は観客である!」という提言が「プレミスト」の求める「人が主役になれる上質な空間」に合致したことから、契約期間中の施設名に「プレミスト」を入れることを決めたという。
大阪市に本社を置く大和ハウス工業は、1958年に札幌営業所（現在の北海道支店）を開設したことをきっかけに、北海道内で分譲マンションの開発、大規模な複合開発、再開発などの事業を展開。このような事業を通じて地域社会の発展に努めてきたことを背景に、株式会社札幌ドームによる2024年のネーミングライツ公募に応じていたため、同社では大和ハウス工業を「協賛企業」に決定した。
大和ハウス工業が公募に応じた時期や、（ネーミングライツの使用料を含めた）契約の金額は、契約の締結を発表した時点で明らかにされていない。その一方で、契約の総額については「4年間で10億円規模」と報じられている。

## コンサート以外での使用状況

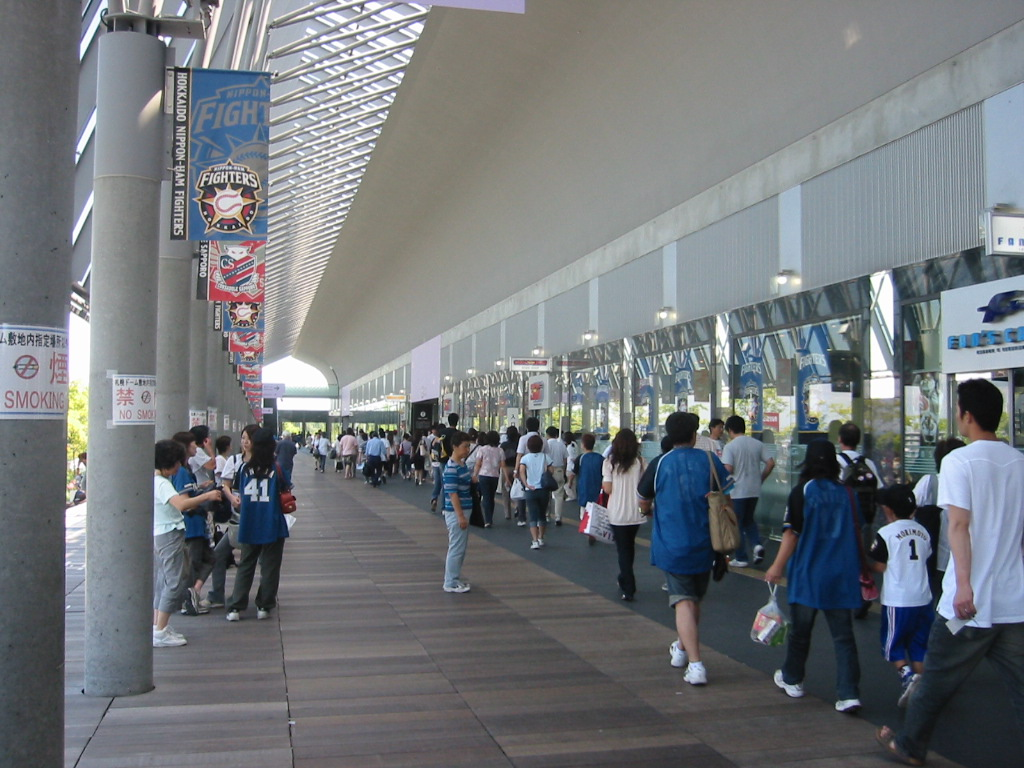
ファイターズ主催試合時の様子(2007年当時)

Jリーグ北海道コンサドーレ札幌のホームスタジアム（2014年までは札幌厚別公園競技場と併用）である。2004年度から2022年度まではMPBパ・リーグの北海道日本ハムファイターズが本拠地球場として使用していた。
かつては北海道日本ハムファイターズの球団事務所と北海道コンサドーレ札幌のクラブ事務所も設けられていた。北海道日本ハムファイターズの球団事務所は2012年に大幅改修した際、1階会議室の3部屋それぞれの部屋名に「北海道に移転してからの球団の功労者」としてトレイ・ヒルマン、新庄剛志（SHINJO）、ダルビッシュ有（入団順。序列の有無は不明。）の3人の姓の英語表記を使用した。
野球の国際試合では、2003年にアテネオリンピックのアジア地区予選を兼ねた第22回アジア野球選手権大会や、2015年の第1回WBSCプレミア12の開幕戦などで使用された。
サッカー場としては、2003年にJリーグオールスターサッカーが開催されたほか、サッカー日本代表の国際親善試合（キリンチャレンジカップ）に使用されることも多い。また、2020年東京オリンピック（五輪）で男女サッカー競技の会場に選ばれていたほか、2023年度からは全国高等学校サッカー選手権大会北海道大会の決勝を開催する。
多目的施設でもあるため、2019年ラグビーワールドカップなど、野球・サッカー以外の競技やイベントでも使用されている。

### 野球

#### 記録等
- 野球モードでプロ野球の試合を開催する場合には、投手が投げたボールの球速や、打者が放った打球速度の計測値がスコアボードにkm/h単位で表示される。基本として「StalkerSport」（Applied Concepts社製の高性能スピードガン）がホームベースの後方から計測しているが、2020年からは、日本ハム主催試合の開催時に限って、球団側が持ち込むトラックマンの計測値を表示するようになった[138]。ただし、スピードガンでもトラックマンでも、スコアボード上の表示では球速と打球速度を区別していない。このため、球速が160km/h台へ達した場合に、その投球に対する打球の速度と判別できない事態も生じている。
  - 2016年10月16日に開催されたパ・リーグクライマックスシリーズ ファイナルステージ第5戦（北海道日本ハムファイターズ対福岡ソフトバンクホークス）では、「3番・指名打者」としてスタメンで出場していた日本ハムの大谷翔平（いわゆる「投打の二刀流選手」）が、指名打者を解除したうえで9回表に救援投手として登板。7番打者・吉村裕基へ投じたストレートの球速が、「StalkerSport」で165km/hと計測されたうえでスコアボードの全面にわたって表示された。この球速は、レギュラーシーズン・日本シリーズを含めたNPBの公式戦で計測・表示された球速としては、2021年セ・パ交流戦開幕（5月25日）の時点で最も速い[139]。
  - 2021年6月8日にセ・パ交流戦として開催された北海道日本ハムファイターズ対阪神タイガース戦では、高校時代から大谷と並び称されてきた藤浪晋太郎（大谷と同年齢・同学年の阪神投手）が、7回裏に救援で登板。日本ハムの3番打者・近藤健介に投じたストレートで近藤がファウルボールを放ったところ、大谷のNPB公式戦最速記録を3km/h上回る球速（168km/h）がスコアボードに表示された。ただし、藤浪が前後に投じたボールの球速がいずれも150km/h台の後半であったことから、スピードガンによる球速の計測が誤っていた可能性[140]や、近藤の打球速度が誤って表示された可能性が報道などで指摘されている[141]。
    - この試合の9回表には、阪神のロベルト・スアレスが藤浪の後を継いで登板。近藤に対して投じた4球目のストレートが163km/h（NPB公式戦における歴代3位の最速記録に相当する球速）、5球目のストレートが162km/h（自己最速タイ記録）と表示された。近藤は4球目のストレートでファウルボールを放ったことから、4球目の球速表示には前述した藤浪の168km/hと同様の可能性が含まれている[142]が、近藤から空振りで三振を奪った5球目の球速（162km/h）は計測時点でNPBの歴代3位タイ記録に当たる（藤浪も2020年に記録）。

  - 2021年6月13日にセ・パ交流戦として開催された北海道日本ハムファイターズ対横浜DeNAベイスターズ戦では、かつて日本ハムに在籍していた左投手のエドウィン・エスコバーが、DeNAの投手として8回裏から登板。西川遥輝をストレートで見逃しの三振に封じたところ、NPBの公式戦に登板した左投手としては歴代最速（右投手を含めれば大谷などに次いで当時の歴代2位タイ）記録に相当する163km/hが計測された[143]。
- 2022年6月7日にセ・パ交流戦として開催された北海道日本ハムファイターズ対横浜DeNAベイスターズ1回戦で、DeNAの今永昇太が札幌ドーム初のノーヒットノーランを達成[144]。この年まで本拠地に使用している日本ハムの投手からも、コディ・ポンセが8月27日の対福岡ソフトバンクホークス戦でノーヒットノーランを成し遂げた。日本ハムの投手が札幌ドームでの球団主管公式戦でノーヒットノーランを達成したことは初めてで、2022年に入団したばかりのポンセにとっては、この試合がドームにおける公式戦初登板でもあった[145]。

### 北海道胆振東部地震の影響によるプロ野球公式戦の中止
2018年9月6日に発生した北海道胆振東部地震の影響で9月11日・12日に予定していた日本ハム対ロッテ戦が中止となった（この2日間の振替試合は10月10日・11日に行われた）。札幌ドームでのプロ野球の試合が中止もしくは延期になったのは、過去に2004年のプロ野球再編問題で日本ハム対近鉄戦がストライキにより中止になったのと、2011年に発生した東日本大震災の影響により開幕自体が延期されたのがあるが、公式戦が行われている期間中に地震の影響で中止になったのはこれが初めてである。9月14日から17日までの日本ハム対オリックスの4連戦は予定通り開催された。
地震による苫東厚真発電所停止中の影響により14日は「20％節電目標」への協力として照明類の一部を消灯・減光したり、オーロラビジョンはライト側の大型ビジョンとバックネット側の小型ビジョンを使ってレフト側の大型ビジョンを未使用とする等の節電対策が行われた他、犠牲者の追悼に伴い一部イベントが中止になり、オーロラビジョンの一部演出を自粛すると共に「ファイターズから皆様へ」と題するビデオの放映が行われた（17日まで継続）。20％節電目標の達成・終了後も15日から17日までは自粛していた一部イベントを再開、オーロラビジョンは引き続き節電の為ライト側とバックネット側2面だけを使用。一部演出は節電によりライト側で再開されるまでに留まる。
9月19日に苫東厚真発電所の1号機が復旧、運転を再開。これに伴い翌20日に開催された日本ハム対ソフトバンク戦から減光中だった照明が通常の明るさに戻り、オーロラビジョンはレフト側大型ビジョンの使用再開に伴い3面ビジョン再開。14日から換算して僅か7日後の出来事である。

#### 北海道日本ハムファイターズ以外の球団がプロ野球の主催試合を開催した事例
プロ野球の試合開催にあたっては「プロ野球地域保護権（フランチャイズ制度）」という野球協約があり、『フランチャイズ球団の保護地域となっている都道府県で他球団が主催試合をする場合、当該するフランチャイズ地域全球団の許諾を得なくてはならない』と定められている。日本ハムファイターズが本拠地を北海道に移転し北海道日本ハムファイターズとなった2004年以降は、札幌ドーム（実際は札幌ドームに限らず北海道内全ての球場）において北海道日本ハムファイターズ以外の球団が主催試合を開催する場合は予め同球団からの許諾を得ることが必要となった。そのため、以下のセ・リーグ3球団はいずれも2004年以降の主催試合は予め日本ハムに許諾を得た上で開催した。
読売ジャイアンツ
読売ジャイアンツは、札幌市円山球場時代から行われていた毎年夏の主催試合（北海道シリーズ）を、2001年から2009年まで開催。2010年以降は2022年までセ・パ交流戦でビジターとして日本ハムと対戦した。このほか、オープン戦では過去に読売ジャイアンツ主催として対日本ハム戦（日本ハムがビジター扱い）を行ったこともあった。
西武ライオンズ
西武ライオンズ（2008年以降の球団名は埼玉西武ライオンズ）は、日本ハムが北海道に本拠地を移転する前の2002年、2003年に主催試合を行った。札幌ドームの建設には西武ライオンズの当時の親会社であったコクドが関わっていた事もあり、西武ライオンズとしては当初2003年より札幌ドームを準本拠地化することでファンの新規開拓を狙っていたが、日本ハムが2004年より本拠地として使用する構想が2002年の開幕直前に明らかになったことで当初は日本ハムの移転に難色を示した。その後、日本ハムの本拠地移転後の2004年以降も西武ライオンズも引き続き札幌ドームでの主催試合を行うことで日本ハムと合意したが、後の西武グループでの不祥事などがあり札幌ドームでの西武の主催試合は立ち消えとなった。なお、2002年の開幕戦は本拠地の西武ドームではなく札幌ドームで開催したが、これは、札幌市、東京都、名古屋市、大阪市、広島市、福岡市の全国各地の主要都市で開催するための特例措置であった。
ヤクルトスワローズ
ヤクルトスワローズは、札幌市円山球場時代から行われていた北海道での主催試合を、2001年から2004年まで開催。2005年以降（球団名は東京ヤクルトスワローズ）は2019年までセ・パ交流戦でビジターとして日本ハムと対戦した。
横浜ベイスターズ
横浜ベイスターズは、札幌市円山球場時代から行われていた主催試合を、2001年から2005年まで開催。2005年は主催試合とは別にセ・パ交流戦でビジターとして日本ハムと対戦したが、2006年以降（球団名は2012年より横浜DeNAベイスターズ）は2022年までセ・パ交流戦でビジターとして日本ハムと対戦した。

#### 高校野球公式戦での使用
北海道高等学校野球連盟（北海道高野連）では2023年から、秋季北海道高校野球大会全道大会（毎年10月に主催している秋季全道大会）の全試合で札幌ドームを使用している。全天候型施設の札幌ドームを高校野球の公式戦に使用することは初めてで、北海道高野連が数年前から使用を検討していたところ、日本ハムの本拠地移転決定によって日程の面でドーム側と折り合いが付いたという。ちなみに、北海道高野連が主催する全国高等学校野球選手権地方大会（北北海道大会・南北海道大会）では、移転先のエスコンフィールド北海道で2023年から準決勝（各2試合）と決勝を開催している。
秋季全道大会は北海道高野連が道内で運営する10支部の代表校が集まる大会で、優勝校には明治神宮野球大会（札幌ドームと同様に人工芝を内・外野のフェアグラウンドとファウルゾーンに敷設している明治神宮野球場で毎年11月に開催される全国大会の高校の部）への出場権が与えられることから、札幌ドームでの開催が「明治神宮大会に向けた人工芝対策」や（屋外球場では道内特有の天候や日没などで支障を来しがちだった）試合日程の管理などに良い影響をもたらすことが見込まれている。

### サッカー

#### 北海道コンサドーレ札幌の試合開催数の変遷

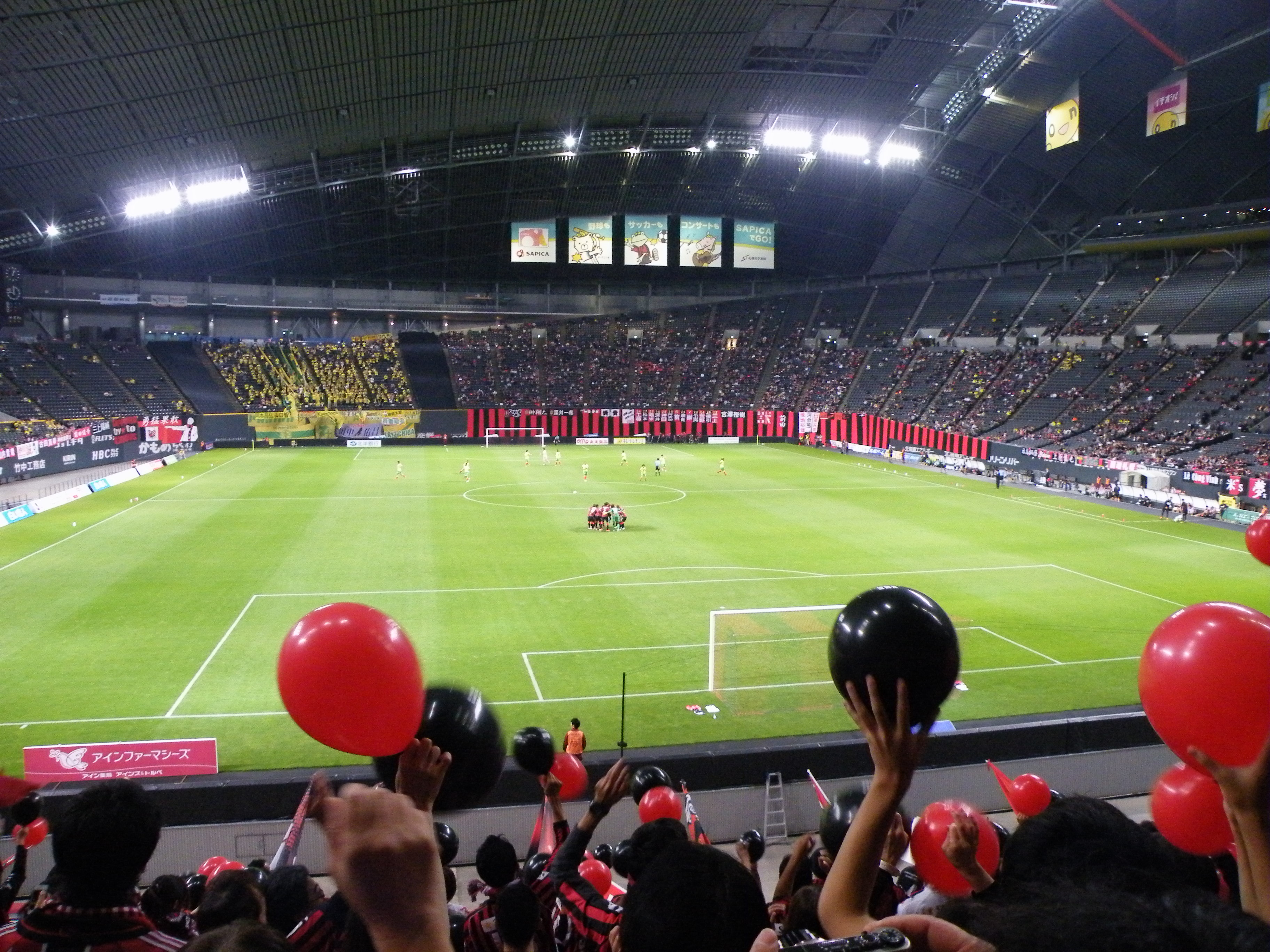
2013年、札幌ドームの日程に空きが出たためJ2第37・39節のコンサドーレ札幌の試合会場が厚別から札幌ドームに変更された。写真はJ2第39節ジェフ千葉戦の会場風景。

北海道コンサドーレ札幌は2003年のJ2降格後、使用料の高い札幌ドームでの開催を減らし、まだ屋外に積雪の残る春季と秋季を中心に利用していた。その結果、2004年は全ホームゲーム22試合中、札幌ドームでの開催が8試合と大幅に減らされ実質準本拠地の扱いだった。しかし、使用料は高いものの観戦時の快適さやアクセスの容易さで厚別に優る札幌ドームでの試合は有意に動員数が多く、多くの入場料収入が見込めるため、2005年以降はほぼ半数程度にまで戻っている。
J2降格となった2013年は、主催21試合のうち8試合の開催にとどまる予定であったものの、北海道日本ハムファイターズがクライマックスシリーズに進出できなかったため、10-11月に予定された主催2試合を急きょ日程面で余裕の出た札幌ドームに変更することとなり、札幌ドームでの開催は10試合となった。
2014年は21試合中17試合が札幌ドームで開催され、開場以来最多となった。これは札幌厚別公園競技場がJリーグクラブライセンス制度のスタジアム基準を満たしていないため、2015年のライセンス基準の厳格運用に先駆けて前倒しで開催を減らしたことによる。なお、札幌厚別公園競技場は2014年度まで札幌ドーム共々本拠地としてJリーグに登録されていたが、2015年度から本拠地を札幌ドーム1か所のみにしている。これに伴い、2015年も21試合中19試合を札幌ドームで開催し、2年連続で開場以来最多試合数となった。
2019年には、ラグビーワールドカップ会場としての準備・使用との兼ね合いで、6 - 10月に主催試合として組まれていたリーグ戦・リーグカップ各3試合を厚別で開催した。
ファイターズが2022年限りで本拠地を移転したことに伴って、他球団を含めたNPBの公式戦が札幌ドームで組まれていない2023年には、コンサドーレが主管するリーグ戦の大半（全17試合のうち15試合）とルヴァンカップの全3試合をドームで開催することが決まっている。またこれによって、今後はコンサドーレの専用スタジアムに事実上なることから、2022年に札幌ドームの運営会社とホームタウン連携協定を締結。クラブ事務所を同6月の予定で2014年以来7年ぶりに札幌ドームの敷地内に戻すことになった。
また、2024年春からは、厚別の老朽化箇所の全面改修工事が実施される予定のため、コンサドーレ主管試合はすべて札幌ドームで行われる予定となり、これに伴ってコンサドーレ主管試合で利用できる年間シーズンシートについても、従来の「ドームシーズンシート」（札幌ドーム主管試合限定の予約席）、および「フルシーズンシート」（札幌ドームと厚別での主管全試合対応の予約席）に区分されていたものがなくなり「フルシーズンシート」に一本化された。

#### 北海道コンサドーレ札幌の試合日程の調整
シーズン閉幕の時期の違いからプロ野球の日程がJリーグよりも先に決定するため、北海道コンサドーレ札幌の札幌ドーム利用日程の決定にあたっては、プロ野球が先に決定した日程の隙間で使わざるを得ないという課題も抱えている。2011年において、東日本大震災により延期された主催3試合（3月12日：ギラヴァンツ北九州戦、3月19日：ジェフユナイテッド市原・千葉戦、4月2日：東京ヴェルディ1969戦）の代替についても一時は厚別など他の競技場への代替も考えられたが、当初の札幌ドームでの開催ができるよう、J2の他チームと異なる日に開催するよう日程調整を行っている（振り替え後の開催日は、北九州戦：7月6日、千葉戦：8月17日、東京V戦：9月21日）。

また北海道コンサドーレ札幌のもう一つホームスタジアムである札幌厚別公園競技場は、11月から翌年4月は基本的には積雪期間に当たり使えないため通常なら札幌ドームを使うところ、11月上旬のホームゲームの開催については、北海道日本ハムファイターズがパ・リーグの上位3チームに入ってクライマックスシリーズ（2006年まではリーグ優勝決定プレーオフ）出場が決定した場合、クライマックスシリーズ・日本シリーズを優先しなければいけないこともあり、11月であっても札幌厚別公園競技場で開催する事例が過去に生じている。またその場合、シーズン開始当初は「会場未定」とした上で後日（半年近く後）に決定するケースもある。
日本ハムが札幌ドームを本拠地とした2004年 - 2022年の間における、日本シリーズとコンサドーレのホームゲームの開催日程が重なった場合の試合の対応は次のとおり。
- 日本シリーズの日程は、西暦奇数年はパ・リーグ本拠地が土日開催、偶数年は平日開催（通常は火水木）である。そのため偶数年は日程が重複しても北海道日本ハムファイターズが使用しないことが確定していることがある。

| コンサドーレの 所属リーグ | 日本シリーズの 開催予定期間 （第7戦まで） | 日本シリーズ期間の コンサドーレの ホームゲーム日 | 対戦相手               | シーズン当初の 予定会場    | 実際に開催された 試合会場  |
| ------------------------- | ----------------------------------------- | ------------------------------------------------ | ---------------------- | -------------------------- | -------------------------- |
| J2 2004                   | 10月16日-10月24日                         | ●10月23日                                        | 湘南ベルマーレ         | 札幌厚別公園競技場         | 札幌厚別公園競技場         |
| J2 2005                   | 10月22日-10月30日                         | ☆10月22日                                        | モンテディオ山形       | 函館市千代台公園陸上競技場 | 函館市千代台公園陸上競技場 |
| J2 2006                   | 10月21日-10月29日                         | ●10月21日                                        | ヴィッセル神戸         | 札幌ドーム                 | 札幌ドーム                 |
| J2 2007                   | 10月27日-11月4日                          | 該当試合なし                                     | 該当試合なし           | 該当試合なし               | 該当試合なし               |
| J1 2008                   | 11月1日-11月9日                           | ●11月8日                                         | 浦和レッドダイヤモンズ | 未定                       | 札幌ドーム                 |
| J2 2009                   | 10月31日-11月8日                          | ☆11月8日                                         | カターレ富山           | 未定                       | 札幌厚別公園競技場         |
| J2 2010                   | 10月30日-11月7日                          | ●11月7日                                         | ジェフ千葉             | 未定                       | 札幌ドーム                 |
| J2 2011                   | 10月29日-11月6日 （当初予定）             | ☆10月30日                                        | ロアッソ熊本           | 札幌厚別公園競技場         | 札幌厚別公園競技場         |
| J2 2011                   | 11月12日-11月20日 （変更後）              | ☆11月12日                                        | 大分トリニータ         | 未定                       | 札幌厚別公園競技場         |
| J1 2012                   | 10月27日-11月4日                          | 該当試合なし                                     | 該当試合なし           | 該当試合なし               | 該当試合なし               |
| J2 2013                   | 10月26日-11月3日                          | ☆11月3日                                         | ジェフユナイテッド千葉 | 札幌厚別公園競技場         | 札幌ドーム                 |
| J2 2014                   | 10月25日-11月2日                          | ●10月26日                                        | 湘南ベルマーレ         | 札幌ドーム                 | 札幌ドーム                 |
| J2 2015                   | 10月24日-11月1日                          | ☆11月1日                                         | ジェフ千葉             | 札幌厚別公園競技場         | 札幌ドーム                 |
| J2 2016                   | 10月22日-10月30日                         | ●10月22日                                        | 東京ヴェルディ1969     | 札幌ドーム                 | 札幌ドーム                 |
| J1 2017                   | 10月28日-11月5日                          | ☆10月29日                                        | 鹿島アントラーズ       | 未定                       | 札幌ドーム                 |
| J1 2018                   | 10月27日-11月4日                          | ●11月4日                                         | ベガルタ仙台           | 未定                       | 札幌ドーム                 |
| J1 2019                   | 10月19日-10月27日                         | ☆10月18日                                        | セレッソ大阪           | 未定                       | 札幌ドーム                 |
| J1 2020                   | 11月7日-11月15日 （当初予定）             | ●11月8日                                         | （大分トリニータ）     | 札幌ドーム                 | 該当試合なし               |
| J1 2020                   | 11月21日-11月29日 （変更後）              | ●11月21日                                        | 清水エスパルス         | 札幌ドーム                 | 札幌ドーム                 |
| J1 2021                   | 11月13日-11月21日 （当初予定）            | 該当試合なし                                     | 該当試合なし           | 該当試合なし               | 該当試合なし               |
| J1 2021                   | 11月20日-11月28日 （変更後）              | ☆11月27日                                        | 柏レイソル             | 札幌ドーム                 | 札幌ドーム                 |
| J1 2022                   | 10月22日-10月30日                         | 該当試合なし                                     | 該当試合なし           | 該当試合なし               | 該当試合なし               |

凡例
- ☆ ：日本シリーズのパ・リーグのホームゲーム開催日と重複する日程
- ● ：日本シリーズのパ・リーグのホームゲーム開催日と重複しない日程

注釈
1. ↑  2007年の日本シリーズの期間中、コンサドーレが出場する・出場する可能性のあった試合はアウェー戦（対愛媛FC）ならびに天皇杯4回戦のみであり、ホーム戦は設定されなかった。
2. ↑  この日は2009年の日本シリーズ（日本ハム対巨人）の第7戦開催予定日であり、札幌ドームもそのために予定が確保されていたものの、前日・7日に巨人の日本一が決まり、開催されなかった。
3. 1 2  東北地方太平洋沖地震発生に伴うプロ野球の日程変更（当初3月25日→4月12日に開幕日を変更）が生じたため、日本シリーズの開催が延期されたことによるもの。なお、当初日本シリーズの開催が予定されていた期間中には、日程変更に伴いクライマックスシリーズファーストステージが開催されていた。
4. ↑  AFCチャンピオンズリーグ2011出場の日本からのチームが決勝トーナメントに出場した場合の日程調整が必要なため、当初は10月29日か30日のどちらかでの開催と発表されていた。
5. ↑  当試合については、当初から厚別での開催と発表されていた[164]。
6. ↑  日本ハムは日本シリーズ進出はならなかった（2011年のクライマックスシリーズファーストステージで西武相手に敗退）ものの、コンサドーレ戦の会場変更はされなかった。
7. ↑  2012年の日本シリーズの期間中、コンサドーレが出場する・出場する可能性のあった試合はアウェー戦（対FC東京）ならびにナビスコカップ決勝のみであり、ホーム戦は設定されなかった。
8. ↑  当初は厚別での開催を予定していたものの、その後10月20日のモンテディオ山形戦と11月3日のジェフ千葉戦の2試合を札幌ドームに変更。
9. ↑  当初は厚別での開催を予定していたものの札幌ドームに変更。これとは別に、当初7月18日に厚別で開催する予定としていたカマタマーレ讃岐戦[166] についても札幌ドームに会場を変更。このため札幌ドームの開催が当初の17試合予定が19試合となった
10. ↑  当初の日程発表時点で、この節（第31節）は、他の試合はすべて10月29日に開催されるものの、北海道コンサドーレ札幌の当該試合については、日本シリーズにファイターズが進出した場合を想定して開催日を未定としていたが[167]、ファイターズのクライマックスシリーズ進出が消滅したことを受け、ほかの試合と同じ日に開催されることが決まった。
11. ↑  当初は「11月3日か4日のどちらか」と発表されていた。
12. ↑  当初は試合日は未定と発表されていた。なお同節の他の試合については10月18日から20日の間で行われるものと発表されていた。
13. 1 2  新型コロナウイルス感染症流行に伴う2020年の日本プロ野球日程変更により2週間延期。
14. 1 2 3  その後日程の組み直しにより、当初10月24日に開催されるとしていたJリーグ・YBCルヴァンカッププライムステージ・決勝戦が11月7日（国立競技場）に延期されることが確定し、この週のリーグ戦開催は取りやめとなった。なお大分トリニータとの主催試合は同年8月19日の第11節・会場も札幌厚別公園競技場に変更の上で開催される日程に変更された。
15. ↑  2021年の日本シリーズの当初予定の期間中、コンサドーレが出場する・出場する可能性のある試合はアウェー戦（対サガン鳥栖）のみであり、ホーム戦は設定されなかった。
16. ↑  この試合についてはシーズン開始当初の時点で札幌ドームでの開催予定とされていた[169]。その後7月21日に2021年の日本シリーズの日程変更が決定された[170] ものの、その後の8月5日の北海道コンサドーレ札幌の発表においても、この試合は札幌ドームでの開催と案内していた[171]。
17. ↑  2022年の日本シリーズの期間中、コンサドーレが出場する・出場する可能性のある試合はアウェー戦（対サンフレッチェ広島）およびルヴァンカップ決勝のみであり、ホーム戦は設定されなかった。

#### 全国高校サッカー北海道大会決勝での使用
北海道サッカー協会では、毎年秋に主催している全国高等学校サッカー選手権大会（全国高校サッカー）の北海道大会において、2023年度（第102回）の決勝を2023年11月（前述した秋季北海道高校野球大会全道大会の閉幕後）に札幌ドームで実施することを同年4月に株式会社札幌ドームと共同で決定した。
全国高校サッカーの北海道大会は、首都圏で年末年始に組まれている全国大会への出場校を決める大会で、2022年度の第101回までは準決勝と決勝を札幌市内の札幌厚別公園競技場で開催。例年は全国大会開幕の2ヶ月前（10月下旬）に準決勝と決勝を2日連続で実施しているが、大会を通じて道内特有の天候不順に見舞われやすく、2015年度（第94回）の決勝は雪の降りしきる状況での開催を余儀なくされた。
このような日程をめぐっては、北海道大会へ出場する選手のコンディションはもとより、優勝校（北海道代表校）の選手が全国大会の初戦へ臨むまでの実戦感覚に及ぼす影響もかねてから強く懸念されていた。2022年6月に北海道サッカー協会の会長へ就任した越山賢一は、以上の懸念を踏まえて、全国高等学校サッカー北海道大会の決勝を11月中に札幌ドームで開催することを就任の直後に発案。自身が先頭に立って関係者との間で交渉を重ねた結果、コンサドーレ札幌から全面的な協力（ピッチの移動で生じる経費の負担など）を得るに至った。
なお、2023年度は準決勝を2023年10月28日に札幌厚別公園競技場、決勝を同年11月12日に札幌ドームで開催。11月はJリーグのレギュラーシーズン終盤と重なることから、J1リーグのコンサドーレ主管試合（札幌ドーム開催分）の開催日によっては、決勝の開催日を11日に設定することも検討されていた。また、北海道サッカー協会では、2024年度（第103回）以降の北海道大会でも決勝に札幌ドームを使用する意向を示している。

#### 天皇杯での使用
2024年6月12日（水曜日）には、天皇杯 JFA 第104回全日本サッカー選手権大会2回戦・北海道コンサドーレ札幌（北海道代表）対栃木シティFC（栃木県代表）がナイトマッチとして催された。天皇杯の会場に札幌ドームが充てられたことは、この試合が初めてである。

### サッカー・野球以外のスポーツ大会での使用

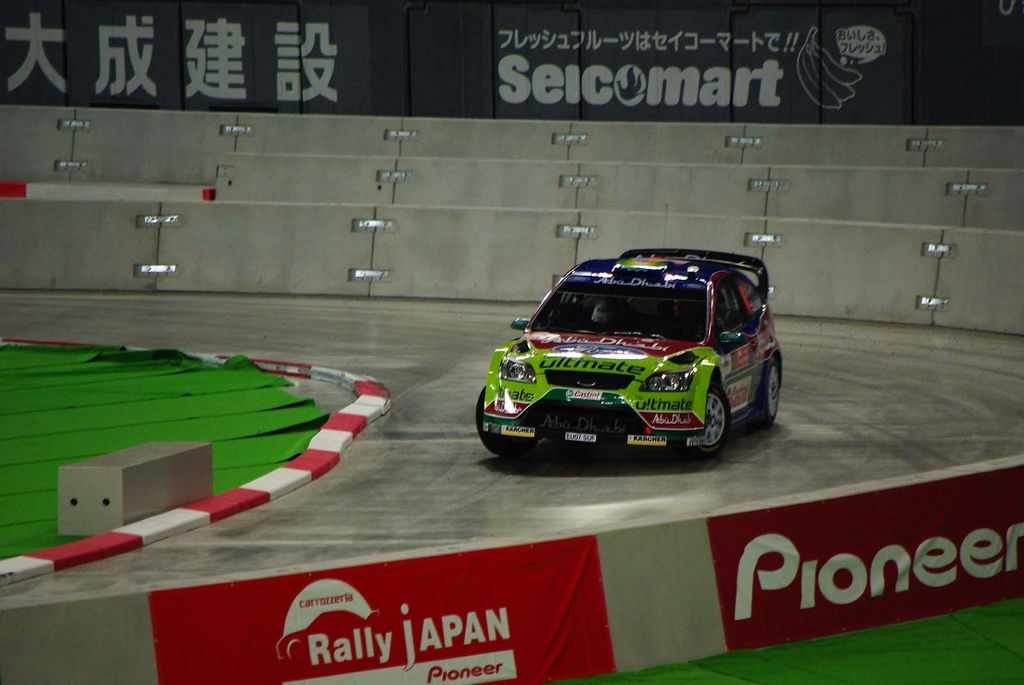
2008年のラリージャパンの模様

- アメリカンフットボールの試合では、野球場モードをベースに、人工芝のグラウンドを使用している。
- 2007年ノルディックスキー世界選手権札幌大会では開会式を行った他、クロスカントリースキースプリント男女個人戦・団体戦の競技会場としても使用された。
- 2008年と2010年には世界ラリー選手権（WRC）の一戦であるラリージャパンの主会場の一つとして使用されている。ドーム内にヘッドクォーター（大会本部）とメディアセンター、駐車場にサービスパークが設けられるほか、ドームのアリーナでスーパーSS（ラリーカーが2台同時に走行するスペシャルステージ）が行われた。なお屋内でのスーパーSS開催はWRC史上初であった[176]。
- 2009年には、「第22回全国健康福祉祭ねんりんピック北海道・札幌2009」の開会式で使用された。
- 2012年から2014年にかけての冬場には、TOYOTA BIG AIRが催されていた。第1回（1997年）から第15回（2011年）までの大会まで使用していた真駒内屋内競技場（真駒内セキスイハイムアイスアリーナ）が強風や降雪の影響を受けやすいことを踏まえた措置で、開催の期間中には、高さ36mのストレートジャンプ台をアリーナ上に仮設。5tトラック400台分に相当する量の雪を、ジャンプ台やランディングゾーン（着地点）に敷き詰めていたが、大会自体は2014年の第18回をもって終了している。
- 日本の各地で2019年に開催されたラグビーワールドカップ2019では、予選プールの2試合で使用。9月21日にはプールCからオーストラリア対フィジー戦、翌22日にはプールDからイングランド対トンガ戦が実施された[177]。また、ラグビーワールドカップ2023の直前には、ラグビー日本代表によるラグビーサモア代表とのテストマッチ「リポビタンDチャレンジ」で使用。いずれの試合も、開催に際してはサッカー場モード（天然芝のホヴァリングステージ）で対応していた。
- 2025年冬には、エーペックスレジェンズの世界大会「エーペックスレジェンズ グローバルシリーズ（ALGS）イヤー4チャンピオンシップ」が開催。ギリシャのGoNextが優勝

### ドームツアー
イベントが開催されない日に、ツアーアテンダントの案内によるドームツアーが開催されている。選手が使用するロッカーやブルペン等の見学が出来る。

## コンサート会場としての使用
北海道における屋内最大のコンサート会場として、ドームツアーの一環で利用されることが多い。一般的に東京ドーム・大阪ドーム（京セラドーム大阪）・ナゴヤドーム（バンテリンドーム ナゴヤ）・福岡ドームと合わせて「5大ドームツアー」と称されることがある。
イベント実績については、「札幌ドームのあゆみ・イベント実績」を参照。ドーム初使用順に掲載。赤色の年は開催予定であることを表す。

### 国内アーティスト
| アーティスト                 | 開催年                                                          | 備考 |
| ---------------------------- | --------------------------------------------------------------- | --- |
| B'z                          | 2001年 - 2003年、2006年、2013年、2018年、2023年                 | 2001年の公演は、音楽イベント初開催                                                                                              |
| SMAP                         | 2001年 - 2003年、2005年、2006年、2008年、2010年、2012年、2014年 | |
| GLAY                         | 2001年、2005年、2020年、2024年                                  | 2001年はカウントダウン・ライブ。2024年はQUEENの前座として出演                                                                   |
| 桑田佳祐                     | 2002年、2017年、2022年                                          | 2010年にも公演が予定されていたが、病気の療養を理由に中止。 サザンオールスターズとしてのライブは以下に別記                       |
| MISIA                        | 2002年、2004年                                                  | 2002年はカウントダウン・ライブ                                                                                                  |
| KinKi Kids                   | 2003年                                                          | |
| CHAGE and ASKA               | 2003年                                                          | 2003年はカウントダウン・ライブ                                                                                                  |
| Mr.Children                  | 2005年、2009年、2012年、2015年、2017年、2019年                  | |
| サザンオールスターズ         | 2005年、2015年、2019年、2025年                                  | |
| DREAMS COME TRUE             | 2007年、2011年、2015年、2019年、2023年                          | 2015年はカウントダウン・ライブ                                                                                                  |
| 嵐                           | 2008年 - 2019年                                                 | 単一ツアーで9公演開催した（『ARASHI Anniversary Tour 5×20』 2018年11月、2019年5月、2019年11月）。開催公演35回は、史上最多。     |
| EXILE                        | 2008年、2011年、2013年、2015年、2018年                          | 2008年はカウントダウン・ライブ                                                                                                  |
| 小田和正                     | 2011年                                                          | |
| 関ジャニ∞                    | 2011年、2013年 - 2019年                                         | |
| EXILE TRIBE                  | 2012年、2014年                                                  | |
| 安室奈美恵                   | 2012年、2018年                                                  | |
| AKB48                        | 2013年                                                          | |
| 福山雅治                     | 2014年                                                          | |
| 三代目 J Soul Brothers       | 2015年、2017年、2019年                                          | 2017年は2016年12月の振替公演 |
| EXILE ATSUSHI                | 2016年                                                          | |
| ももいろクローバーZ          | 2016年                                                          | |
| GENERATIONS from EXILE TRIBE | 2019年                                                          | |
| 星野源                       | 2019年                                                          | |
| AAA                          | 2021年                                                          | |
| back number                  | 2023年                                                          | |
| Nissy（西島隆弘）            | 2023年、2025年                                                  | |
| ONE OK ROCK                  | 2023年                                                          | |
| King Gnu                     | 2024年                                                          | |
| SAPPORO MUSIC EXPERIENCE     | 2024年                                                          | 「新モード」初の音楽イベントで、Hey! Say! JUMP・ゴールデンボンバー・ファンキー加藤・Novelbright・D-LITE・Tani Yuukiなどが出演。 |
| Snow Man                     | 2024年                                                          | |
| 米津玄師                     | 2025年                                                          | |
| SixTONES                     | 2025年                                                          | |
| Mrs. GREEN APPLE             | 2025年                                                          | |

### 国外アーティスト
| アーティスト                | 開催年                         | 備考                                                                     |
| --------------------------- | ------------------------------ | ------------------------------------------------------------------------ |
| ボン・ジョヴィ              | 2003年、2006年                 | 2003年の公演は、外国のアーティスト初の5大ドームツアーの一環として開催    |
| エリック・クラプトン        | 2003年、2006年                 |                                                                          |
| エアロスミス                | 2004年、2011年                 |                                                                          |
| イーグルス                  | 2004年                         |                                                                          |
| ローリング・ストーンズ      | 2006年                         |                                                                          |
| ビリー・ジョエル            | 2006年                         |                                                                          |
| サイモン&ガーファンクル     | 2009年                         |                                                                          |
| K-POP NON STOP LIVE         | 2012年                         | 音楽イベント。KARAやBEAST、RAINBOWなどが出演                             |
| 東方神起                    | 2013年、2015年、2017年、2019年 |                                                                          |
| BIGBANG                     | 2014年                         | 2014年1月の公演は、外国のアーティスト初の6大ドームツアーの一環として開催 |
| クイーン+アダム・ランバート | 2024年                         | オープニングアクトとしてGLAYが参加した。                                 |

## 札幌ドームMVP賞
2004年からは、フランチャイズチームの発展と選手のさらなる活躍に向けた年間表彰制度として「札幌ドームMVP賞」を新設。2022年まではサッカー部門（北海道コンサドーレ札幌）と野球部門（北海道日本ハムファイターズ）に分けたうえで、当該チームで最も活躍した選手に授与していた。ファイターズが札幌ドームを本拠地に使用しない2023年以降はサッカー部門のみ実施している。ネーミングライツの取得により、2024シーズンからは『大和ハウス プレミストドームMVP賞』に改題されている。
MVPの賞金は100万円（サッカー部門ではコンサドーレがJ2リーグに所属した年のみ50万円）で、2009年からは、ノミネート選手を対象にファン投票を実施した結果を基にMVPを選定している。また、西ゲート前のトンネル内に、歴代の表彰選手のプレートを展示している。
| 年度   | MVP賞                | MVP賞                  | 特別賞など                                                                    |
| 年度   | サッカー部門         | 野球部門               | 特別賞など                                                                    |
| ------ | -------------------- | ---------------------- | ----------------------------------------------------------------------------- |
| 2004年 | 清野智秋             | SHINJO                 | 野球部門： 特別賞・B・B（マスコット）                                         |
| 2005年 | 和波智広             | ダルビッシュ有         |                                                                               |
| 2006年 | 該当者なし           | 森本稀哲               | サッカー部門： 優秀選手賞・芳賀博信、奨励賞・砂川誠、奨励賞・相川進也         |
| 2006年 | 該当者なし           | 森本稀哲               | 野球部門： 特別賞・金子誠                                                     |
| 2007年 | 曽田雄志             | 稲葉篤紀               | サッカー部門： 奨励賞・高木貴弘                                               |
| 2007年 | 曽田雄志             | 稲葉篤紀               | 野球部門： 特別賞・ダルビッシュ有、功労賞・トレイ・ヒルマン、功労賞・田中幸雄 |
| 2008年 | ダヴィ               | ダルビッシュ有         |                                                                               |
| 2009年 | キリノ               | 金子誠                 |                                                                               |
| 2010年 | 高原寿康             | 小谷野栄一             |                                                                               |
| 2011年 | 李昊乗               | ダルビッシュ有         |                                                                               |
| 2012年 | 日高拓磨             | 吉川光夫               |                                                                               |
| 2013年 | 内村圭宏             | 陽岱鋼                 |                                                                               |
| 2014年 | 都倉賢               | 陽岱鋼                 | 野球部門： 功労賞・稲葉篤紀、功労賞・金子誠                                   |
| 2015年 | 宮澤裕樹             | 大谷翔平               |                                                                               |
| 2016年 | 福森晃斗             | 大谷翔平               |                                                                               |
| 2017年 | 具聖潤               | 西川遥輝               |                                                                               |
| 2018年 | チャナティップ       | 上沢直之               |                                                                               |
| 2019年 | アンデルソン・ロペス | 有原航平               |                                                                               |
| 2020年 | 荒野拓馬             | 中田翔                 |                                                                               |
| 2021年 | 菅野孝憲             | 上沢直之               |                                                                               |
| 2022年 | 青木亮太             | 松本剛                 |                                                                               |
| 2023年 | 浅野雄也             | エスコン移転に伴い終了 |                                                                               |
| 2024年 | 岡村大八             | エスコン移転に伴い終了 |                                                                               |

## アクセス
詳細は札幌ドームの公式ホームページ内「アクセス・駐車場」を参照。

### 地下鉄
札幌市営地下鉄東豊線の福住駅から徒歩10分

### シャトルバス
プロ野球・Jリーグ・コンサート等の大規模イベント時に運行されていたが、2023年9月16日以降は後述の経緯により全便運休となっている。
| 運行事業者               | 発着地                 | 連絡している鉄道路線       |
| ------------------------ | ---------------------- | -------------------------- |
| じょうてつ               | 平岸駅（休止中）       | 札幌市営地下鉄：南北線     |
| じょうてつ               | 真駒内駅（休止中）     | 札幌市営地下鉄：南北線     |
| ジェイ・アール北海道バス | JR白石駅（休止中）     | JR北海道：函館本線・千歳線 |
| 北海道中央バス           | 南郷18丁目駅（休止中） | 札幌市営地下鉄：東西線     |

料金：大人（中学生以上）210円、こども（小学生）110円。ICカード乗車券（SAPICA・Kitaca・Suicaなど）が利用できる。地下鉄乗継割引は対象外。
平岸駅発着便は、札幌ドーム開業当初は札幌市交通局（札幌市営バス）が運行していた。
2008年より、ジェイ・アール北海道バスと北海道中央バスの共同運行による新札幌バスターミナル（JR千歳線：新札幌駅、札幌市営地下鉄東西線：新さっぽろ駅の最寄り）発着便も設定されていたものの、2019年1月1日以降は運行を取り止めた（最終運行は2018年12月1日の北海道コンサドーレ札幌の試合）。理由としては、乗務員の確保が困難な中、同路線は他のシャトルバスに比べ距離が長く運行効率が悪いことが挙げられている。
2022年3月26日にジェイ・アール北海道バスは、乗務員の確保が困難になっていることから、JR白石駅発着のシャトルバスを当面取り止めると発表した。さらに2023年2月17日には、これに加えて、北海道中央バスが運行する南郷18丁目駅発着のシャトルバスも当面休止すると発表した。規模を縮小しながら運行していたじょうてつバスも、2023年9月6日の運行を最後に休止となり、全路線のシャトルバスが「当面の間」運行休止となった。いずれの社も「乗務員の確保が難しく、現状の路線バスの維持が限界」という理由である。

### 空港連絡バス
| 運行事業者     | 停車バス停                                | 路線                                 | 料金                                            |
| -------------- | ----------------------------------------- | ------------------------------------ | ----------------------------------------------- |
| 北海道中央バス | 札幌ドーム                                | 札幌都心（地下鉄福住駅経由）発着路線 | 大人（中学生以上）1,300円 こども（小学生）650円 |
| 北都交通       | 札幌ドーム                                | 札幌都心（地下鉄福住駅経由）発着路線 | 大人（中学生以上）1,300円 こども（小学生）650円 |
| 北都交通       | 福住3条3丁目（降車） 福住3条2丁目（乗車） | 円山バスターミナル発着路線           | 大人（中学生以上）1,400円 こども（小学生）700円 |

### 路線バス
| 運行事業者     | 停車バス停      | 路線 |
| -------------- | --------------- | --- |
| 北海道中央バス | 札幌ドーム      | - 平岸線 [平50]平岡営業所行き・平岸駅行き - 月寒本線 - [74]農業研究センター行き - [80]平岡営業所行き - 清田団地線 - [福85]ヒルズガーデン清田行き - [福86]清田団地行き - 有明線 [福87]有明小学校行き・アンデルセン福祉村行き・滝野すずらん公園行き（真栄団地経由） - 真栄団地線 [福88]美しが丘3条9丁目行き（真栄団地経由） - 柏葉台団地線 - [福96]柏葉台団地行き・輪厚行き（桂台団地経由） - [福97]柏葉台団地・希望ヶ丘中央行き（里塚中央経由） - 真駒内線 [真105]真駒内駅行き・大谷地駅行き - 広島線 東部中学校行き・東部中西行き・北広島駅行き（星槎道都大学経由または輪厚中央経由） - 千歳線 千歳駅前行き（里塚中央経由または里塚中央・北恵庭駐屯地経由） - 大曲光線 [福113]大曲光4丁目行き（桂台団地経由） |
| 北海道中央バス | 福住3条3丁目    | - 美しが丘線 [福95]三井アウトレットパーク行き・大曲工業団地行き（羊ヶ丘通経由） |
| 北海道中央バス | 月寒東1条16丁目 | - 福住・平岡線 [福51]イオンモール札幌平岡・里塚4条3丁目行き（北野通経由） - 大谷地線 - [福63]平岡営業所行き（南郷18丁目駅・北野7条5丁目経由） - [福68]真栄行き（南郷18丁目駅・北野7条5丁目経由） - 緑ヶ丘団地線 - [福99]東栄通行き（北野通・桂台団地経由） - [福52]東栄通行き（北野通・里塚4条3丁目経由） |
| 北海道中央バス | 福住3条5丁目    | - 羊ヶ丘線 [平89]羊ヶ丘展望台行き・福住3条9丁目行き |

各料金：「さっぽろえきバスnavi」を参照。

### 徒歩利用者用入場口
ドーム内には5か所の徒歩利用者のための入場口があるが、積雪などの関係で冬季（原則11-3月）利用できない入場口がある。
通年を通して開場
- 札幌ドーム歩道橋（国道36号沿い）
- バス停口（同上）
- 福住口（福住桑園通りと、羊ケ丘通りが交わる箇所）

冬期間のみ閉鎖（いずれも国道36号沿い）
- 月寒口
- 清田口

## 札幌ドームが登場した作品
テレビドラマ
- PRICELESS〜あるわけねぇだろ、んなもん!〜 - 木村拓哉主演のフジテレビ系月9ドラマ。2012年12月24日放送の最終話ラストシーンは、札幌ドーム敷地内から生放送された。

漫画
- 新・野球狂の詩 - 札幌華生堂メッツの本拠地として登場。
- 太陽の黙示録 - 札幌に拠点を置く新興宗教団体「既望の会」が大会の会場に使っている。
- 高校デビュー - 作中に札幌ドームの絵が登場する。

テレビアニメ
- プリンス・オブ・ストライド オルタナティブ - STEP08(第8話)『WALL その背中、ただ遠く』にて作中の競技「ストライド」の大会会場として登場する。

テレビ番組
- HTB開局40周年記念「〜ありがとう40年〜全部たしたら10時間!ユメミル広場に大集合!!」（2008年8月30日、HTB） - HTBの開局40周年を記念した特別番組。TEAM NACSなどが公開生放送を行った。
- 夜のお楽しみ寝落ちちゃん（HTB） - バラエティ番組。
  - 2017年10月3日未明放送回。全日本寝落ち選手権会場。内野に布団を敷き生放送。
  - 2019年3月26日未明放送回。24分マラソン出発地点。生放送。

その他
- GOLD - B'zが2001年8月8日に発売した32枚目のシングル。札幌ドーム内でミュージック・ビデオが撮影された。

## 運営会社

### 株主
- 札幌市
- 札幌商工会議所
- 北海道電力
- 北海道新聞社
- 北洋銀行
- 北海道銀行
- サッポロビール
- 西武リアルティソリューションズ
- 竹中工務店
- 大成建設
- 北海道コカ・コーラボトリング
- 電通
- 電通北海道
- 大広
- 東日本電信電話
- NTT東日本-北海道
- NTTネクシア
- 北海道キリンビバレッジ
- サントリービバレッジソリューション
- JTB
- JTB商事
- 北海道放送
- 札幌テレビ放送
- 北海道テレビ放送
- 北海道文化放送[202]

## 送信施設
ドーム内で2002年6月23日から在札AM放送局の再送信が開始された。
| 周波数（kHz） | 567        | 747        | 1287              | 1440      |
| 放送局名      | NHK札幌第1 | NHK札幌第2 | 北海道放送（HBC） | STVラジオ |

周波数は、札幌送信所と同じ。